# Bezirk Lichtenberg
Lichtenberg ist der elfte Bezirk von Berlin. Er entstand 2001 durch die Fusion der bis dahin eigenständigen Bezirke Lichtenberg und Hohenschönhausen.
Alle Ortsteile des heutigen Bezirks gehören seit der Gründung von Groß-Berlin im Jahr 1920 zum Berliner Stadtgebiet, darunter der namensgebende Ortsteil Lichtenberg.

## Geographie

### Natur(ausgewählte Beispiele)
Die bedeutendste und flächenmäßig größte Naturanlage im Bezirk ist der Tierpark Berlin, der 1955 eröffnet wurde. Er entstand aus dem früheren Friedrichsfelder Schlosspark.
Der Landschaftspark Herzberge ist ein Landschaftsschutzgebiet im Ortsteil Lichtenberg. Es wird durch die Beweidung der Flächen mit Rauhwolligen Pommerschen Landschafen landwirtschaftlich genutzt.
Der Stadtpark Lichtenberg, Anfang des 19. Jahrhunderts von General Wichard von Möllendorff als Gutspark angelegt, gehörte seit 1907 der Stadt Lichtenberg. Hier gibt es einen Rodelhang, Sportplätze, ein Planschbecken und Liegewiesen.
Der Fennpfuhlpark, etwa 12,5 Hektar groß, wurde Anfang der 1970er Jahre zusammen mit dem Bau der umliegenden Großwohnsiedlung geplant und angelegt. Die beiden etwa 20.000 Jahre alten Pfühle sind Relikte aus der letzten Eiszeit und wurden bei einer Sanierung zwischen 1978 und 1981 durch einen Kanal verbunden.

### Gewässer

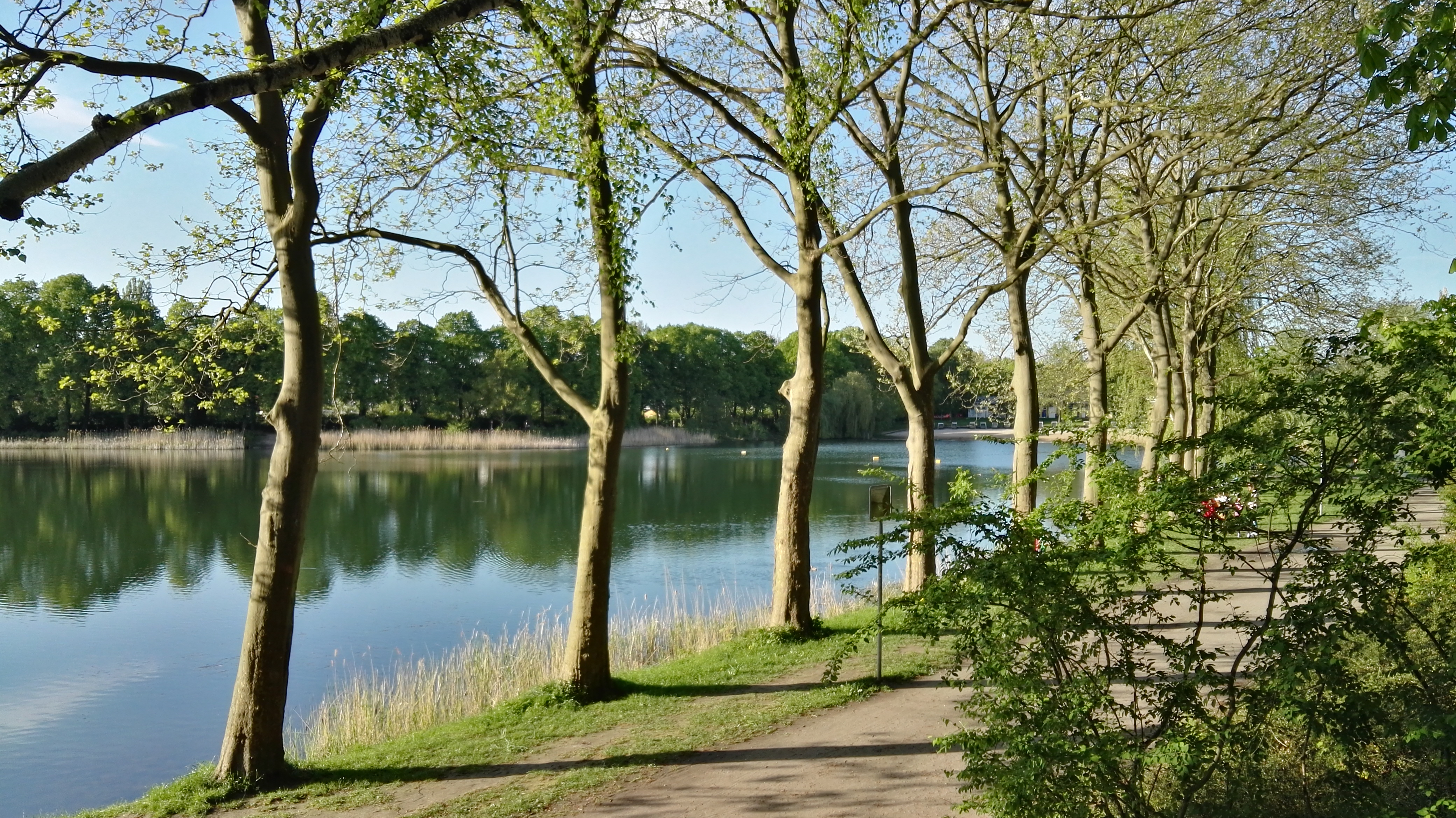
Orankesee

Der Rummelsburger See ist eine Spreebucht mit einer Länge von 1,6 km. Am Ufer waren bis zur deutschen Wiedervereinigung zahlreiche Industrieunternehmen angesiedelt, wodurch der See noch immer (Stand: 2023) stark kontaminiert ist.
An der Grenze zwischen den Ortsteilen Weißensee und Alt-Hohenschönhausen befinden sich der Faule See, der Orankesee und der Obersee mit sie umgebenden Parks. 1933 wurde der Faule See als Naturschutzgebiet gesichert. Durch die Bildung einer großen Faulschlammschicht verlandet der Faule See allmählich. Er ist Brut- und Raststätte für seltene Wasservogelarten, hier finden sich Röhrichte und typische Erlen- und Weidenbestände.

### Ortsteile
Der Bezirk besteht aus zehn Ortsteilen. Die Ortsteile Fennpfuhl, Friedrichsfelde, Karlshorst, Lichtenberg und Rummelsburg gehörten schon vor der Bezirksfusion 2001 zum alten Bezirk Lichtenberg. Die Ortsteile Alt-Hohenschönhausen, Falkenberg, Malchow, Neu-Hohenschönhausen und Wartenberg bildeten von 1985 bis 2001 den Bezirk Hohenschönhausen.
Innerhalb der amtlichen Ortsteile werden durch Tradition auch einzelne Gebiete unterschieden. Sie sind unter dem Ortsteilnamen gesondert angegeben.

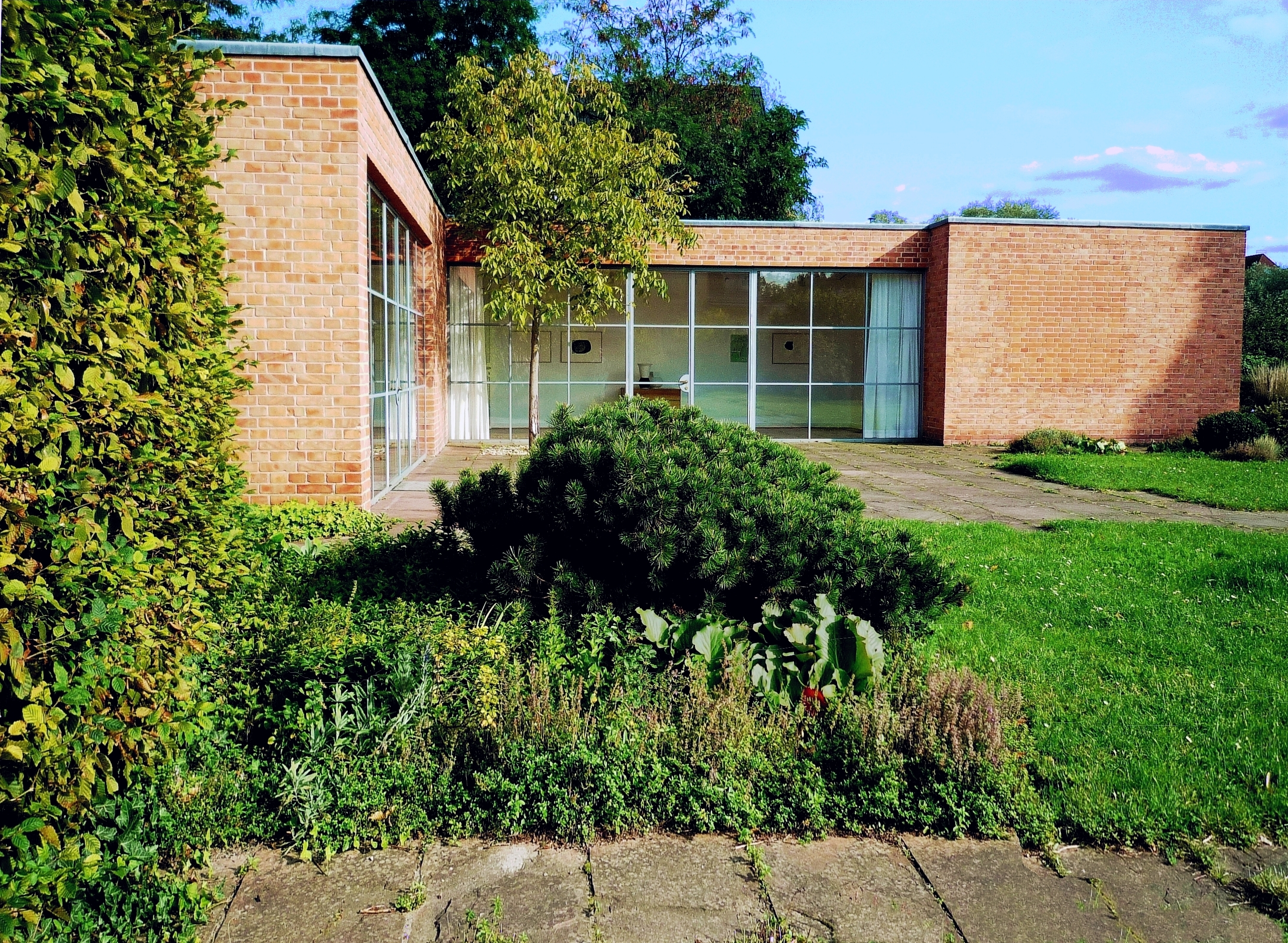
Haus Lemke (Mies-van-der-Rohe-Haus) in Alt-Hohenschönhausen

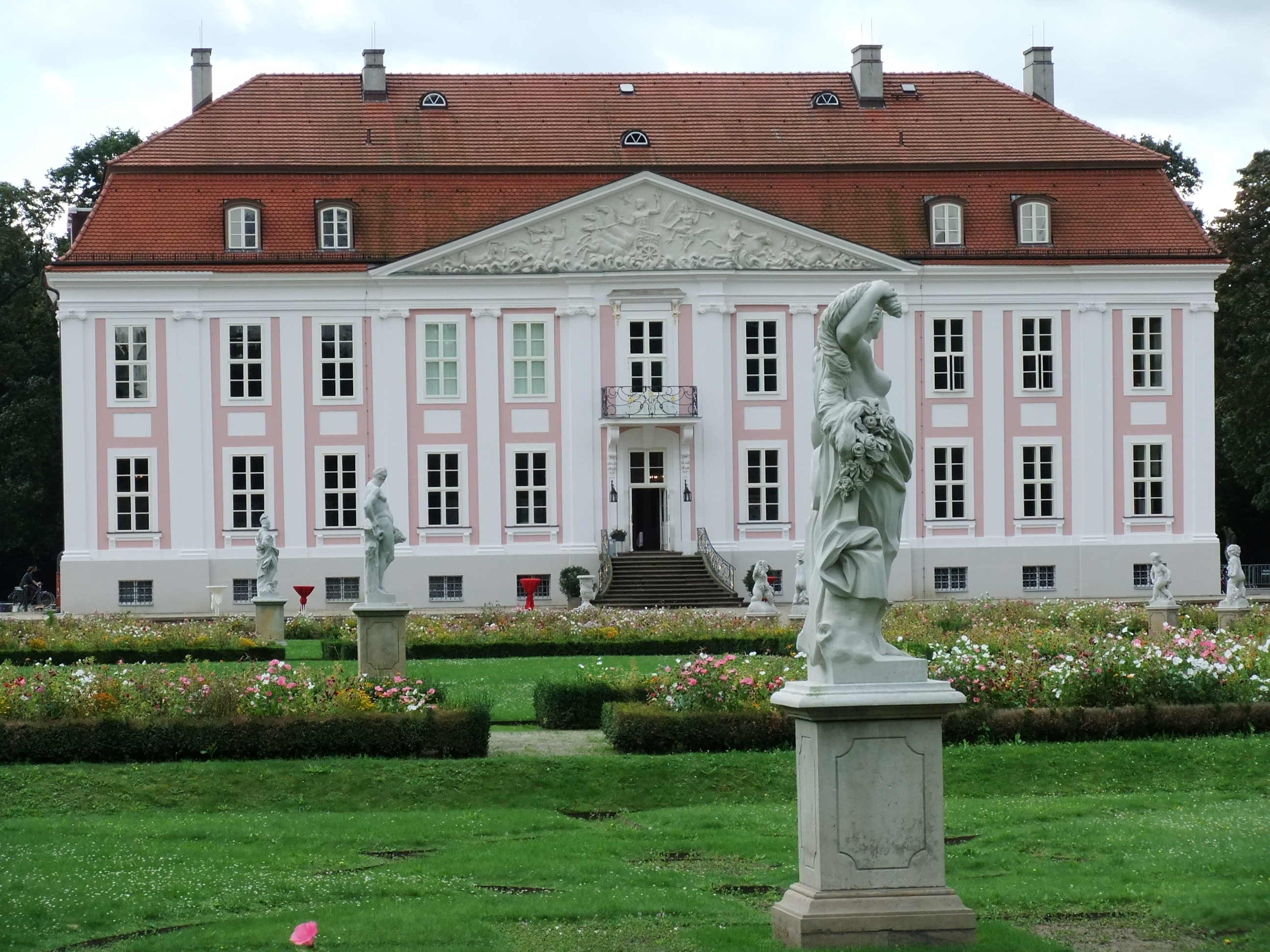
Schloss Friedrichsfelde

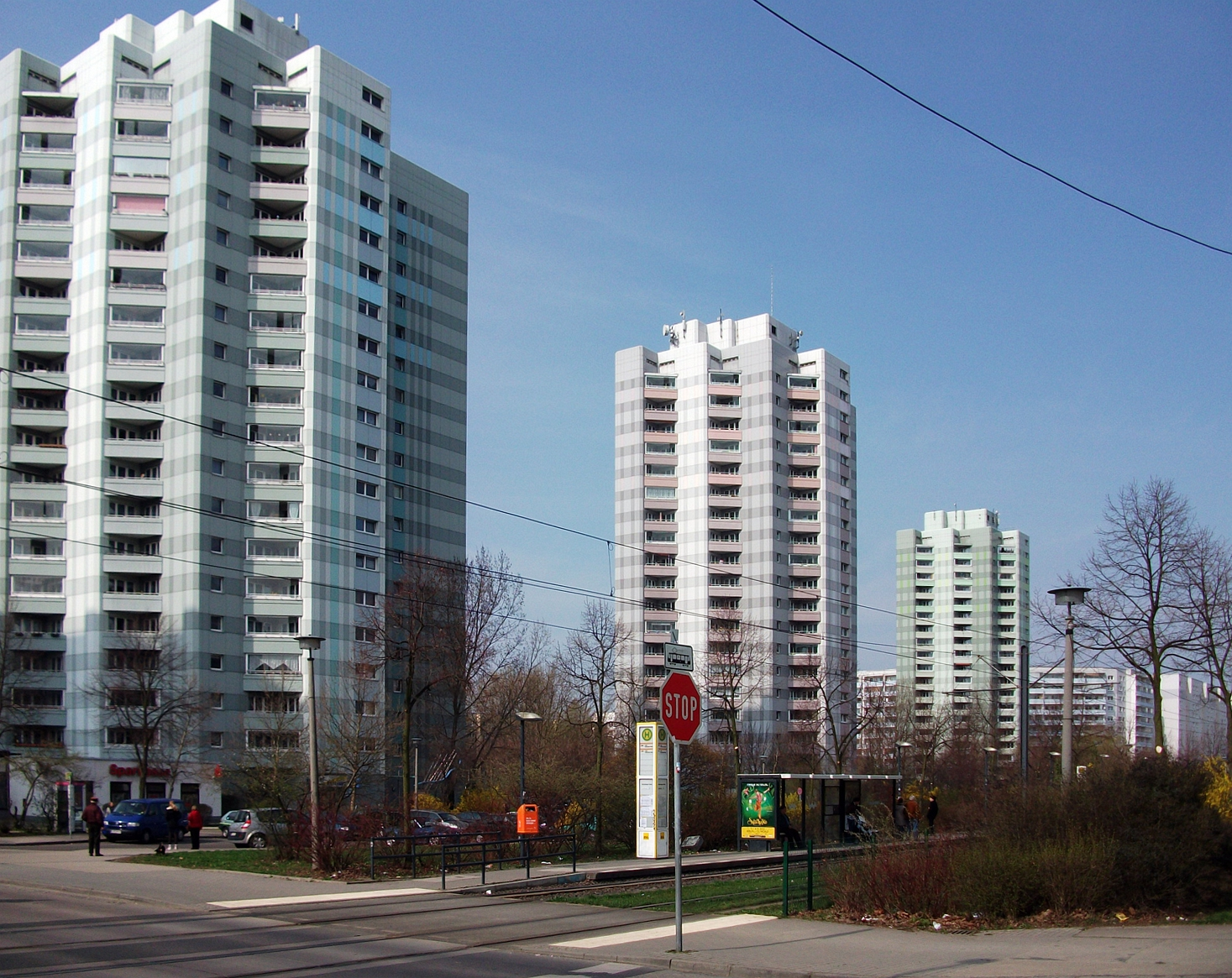
Hochhäuser in Neu-Hohenschönhausen

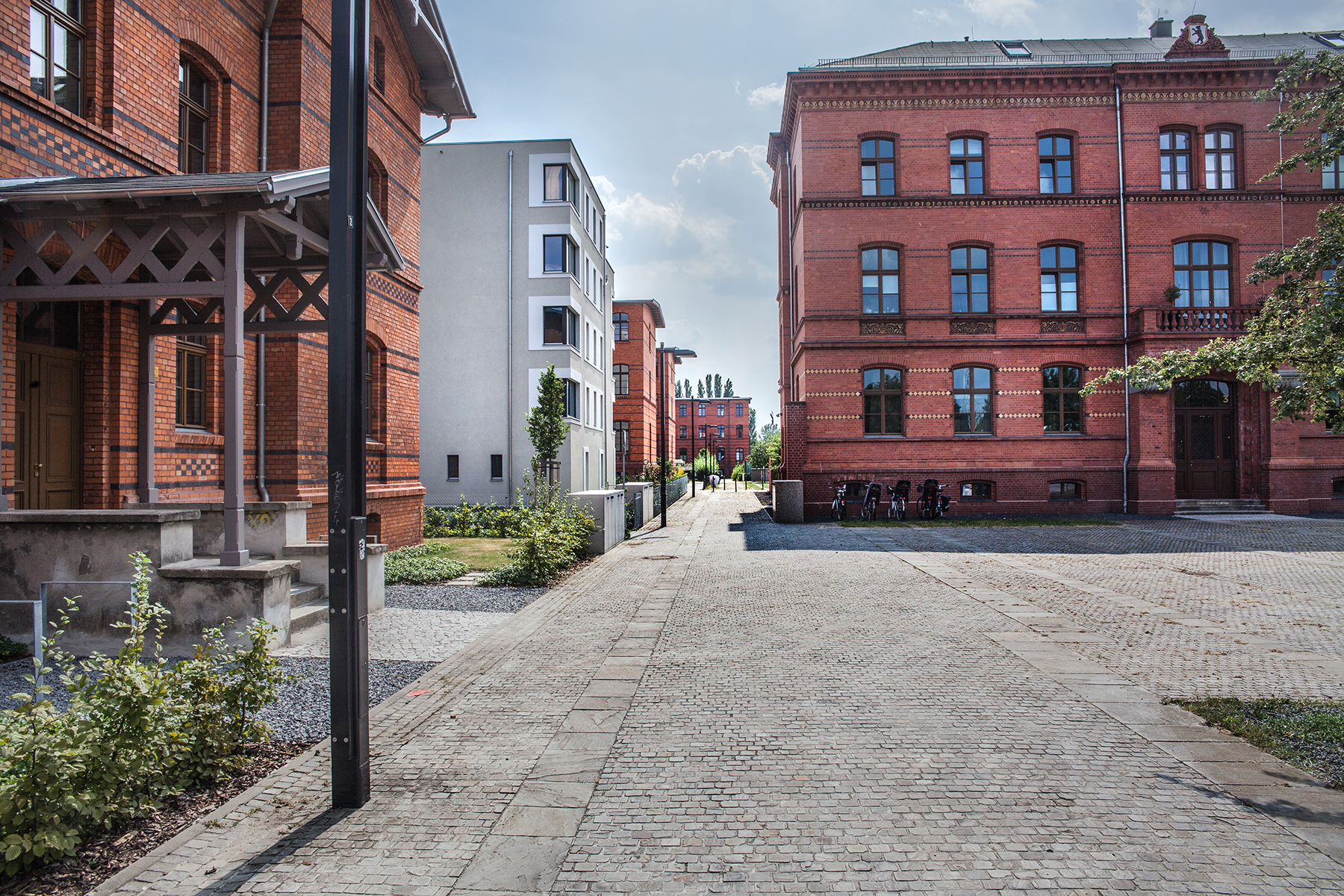
Wohnsiedlung in Rummelsburg

| Ortsteile und Ortslagen                                                                           | Fläche (km²) | Einwohner 31. Dezember 2024 | Einwohner pro km² | Lage                              |
| ------------------------------------------------------------------------------------------------- | ------------ | --------------------------- | ----------------- | --------------------------------- |
| 1101 Friedrichsfelde - Ortskern Friedrichsfelde - Sewanviertel - Splanemann-Siedlung              | 5,55         | 58.098                      | 10.468            | Ortsteile des Bezirks Lichtenberg |
| 1102 Karlshorst - Parkstadt Karlshorst - Prinzenviertel - Treskowallee - Waldsiedlung Lichtenberg | 6,55         | 31.890                      | 4.869             | Ortsteile des Bezirks Lichtenberg |
| 1103 Lichtenberg - Frankfurter Allee Süd - Herzbergstraße - Möllendorffstraße - Siegfriedstraße   | 7,22         | 44.837                      | 6.210             | Ortsteile des Bezirks Lichtenberg |
| 1104 Falkenberg                                                                                   | 3,06         | 3.095                       | 1.011             | Ortsteile des Bezirks Lichtenberg |
| 1106 Malchow                                                                                      | 1,54         | 612                         | 397               | Ortsteile des Bezirks Lichtenberg |
| 1107 Wartenberg                                                                                   | 6,92         | 2.669                       | 386               | Ortsteile des Bezirks Lichtenberg |
| 1109 Neu-Hohenschönhausen                                                                         | 5,16         | 59.200                      | 11.473            | Ortsteile des Bezirks Lichtenberg |
| 1110 Alt-Hohenschönhausen - Konrad-Wolf-Straße                                                    | 9,33         | 53.086                      | 5.690             | Ortsteile des Bezirks Lichtenberg |
| 1111 Fennpfuhl - Anton-Saefkow-Platz - Weißenseer Weg                                             | 2,12         | 34.484                      | 16.266            | Ortsteile des Bezirks Lichtenberg |
| 1112 Rummelsburg - Victoriastadt (Kaskelkiez) - Weitlingkiez                                      | 4,52         | 27.577                      | 6.101             | Ortsteile des Bezirks Lichtenberg |

### Kieze (LOR)
Lebensweltlich orientierte Räume (LOR) bilden in Berlin die kleinräumige Gliederung der Stadt mit einer Abgrenzung nach fachlichen Kriterien. Sie werden für sozialräumliche Planungszwecke genutzt und haben das Raumbezugssystem der „Statistischen Gebiete / Verkehrzellen“ ersetzt. Daten zu den Bevölkerungsstrukturen in diesen Planungsgebieten sind im Kiezatlas der Sozialraumdaten online zugänglich. Die Schlüsselnummern der LOR setzen sich jeweils aus den zwei Ziffern des Bezirks (Lichtenberg = 11), dem Prognoseraum, der Bezirksregion (ungefähr an den Ortsteilen ausgerichtet) und den eigentlichen Planungsräumen zusammen.
| LOR | Schlüsselnummer | Name (Planungsraum)     | Bezirksregion (≈ Ortsteil)        | Anzahl Einwohner | Deutsche | Bürger mit MGH | Ausländer | Anteil Deutsche |
| --- | --------------- | ----------------------- | --------------------------------- | ---------------- | -------- | -------------- | --------- | --------------- |
| 01  | 11010101        | Dorf Malchow            | Malchow / Wartenberg / Falkenberg | 000592           | 000535   | 000024         | 000033    | 90 %            |
| 02  | 11010102        | Dorf Wartenberg         | Malchow / Wartenberg / Falkenberg | 002557           | 002440   | 000072         | 000045    | 95 %            |
| 03  | 11010103        | Dorf Falkenberg         | Malchow / Wartenberg / Falkenberg | 001604           | 001198   | 000078         | 000328    | 75 %            |
| 04  | 11010204        | Falkenberg Ost          | Neu-Hohenschönhausen Nord         | 008907           | 006567   | 001070         | 001270    | 74 %            |
| 05  | 11010205        | Falkenberg West         | Neu-Hohenschönhausen Nord         | 006713           | 005056   | 000847         | 000810    | 75 %            |
| 06  | 11010206        | Wartenberg Süd          | Neu-Hohenschönhausen Nord         | 005997           | 004882   | 000479         | 000636    | 81 %            |
| 07  | 11010207        | Wartenberg Nord         | Neu-Hohenschönhausen Nord         | 007113           | 005904   | 000531         | 000678    | 83 %            |
| 08  | 11010308        | Zingster Straße Ost     | Neu-Hohenschönhausen Süd          | 011771           | 008813   | 001363         | 001595    | 75 %            |
| 09  | 11010309        | Zingster Straße West    | Neu-Hohenschönhausen Süd          | 009670           | 007464   | 000912         | 001294    | 77 %            |
| 10  | 11010310        | Mühlengrund             | Neu-Hohenschönhausen Süd          | 005238           | 004705   | 000270         | 000263    | 90 %            |
| 11  | 11020411        | Malchower Weg           | Alt-Hohenschönhausen Nord         | 009242           | 007152   | 000579         | 001511    | 77 %            |
| 12  | 11020412        | Hauptstraße             | Alt-Hohenschönhausen Nord         | 006410           | 005329   | 000456         | 000625    | 83 %            |
| 13  | 11020513        | Orankesee               | Alt-Hohenschönhausen Süd          | 004014           | 003250   | 000139         | 000625    | 81 %            |
| 14  | 11020514        | Große-Leege-Straße      | Alt-Hohenschönhausen Süd          | 009074           | 007454   | 000374         | 001246    | 82 %            |
| 15  | 11020515        | Landsberger Allee       | Alt-Hohenschönhausen Süd          | 014529           | 011409   | 001338         | 001782    | 79 %            |
| 16  | 11020516        | Weiße Taube             | Alt-Hohenschönhausen Süd          | 003725           | 003363   | 000206         | 000156    | 90 %            |
| 17  | 11030617        | Hohenschönhauser Straße | Fennpfuhl                         | 006044           | 004319   | 000671         | 001054    | 71 %            |
| 18  | 11030618        | Fennpfuhl West          | Fennpfuhl                         | 015954           | 012380   | 001514         | 002060    | 78 %            |
| 19  | 11030619        | Fennpfuhl Ost           | Fennpfuhl                         | 010784           | 007859   | 001255         | 001670    | 73 %            |
| 20  | 11030720        | Herzbergstraße          | Lichtenberg                       | 005858           | 002143   | 000288         | 003427    | 37 %            |
| 21  | 11030721        | Rüdigerstraße           | Lichtenberg                       | 025327           | 018685   | 001654         | 004988    | 74 %            |
| 24  | 11030824        | Frankfurter Allee Süd   | Frankfurter Allee Süd             | 010019           | 006878   | 001284         | 001857    | 69 %            |
| 25  | 11040925        | Victoriastadt           | Neu-Lichtenberg                   | 003817           | 003087   | 000261         | 000469    | 81 %            |
| 26  | 11040926        | Weitlingstraße          | Neu-Lichtenberg                   | 028022           | 022977   | 001726         | 003319    | 82 %            |
| 22  | 11041022        | Rosenfelder Ring        | Friedrichsfelde Nord              | 005448           | 003796   | 000496         | 001156    | 70 %            |
| 23  | 11041023        | Gensinger Straße        | Friedrichsfelde Nord              | 005980           | 004262   | 000770         | 000948    | 71 %            |
| 27  | 11041027        | Tierpark                | Friedrichsfelde Nord              | 003033           | 002156   | 000246         | 000631    | 71 %            |
| 28  | 11041128        | Sewanstraße             | Friedrichsfelde Süd               | 025108           | 020186   | 001992         | 002930    | 80 %            |
| 29  | 11051229        | Rummelsburg             | Rummelsburger Bucht               | 003494           | 002996   | 000261         | 000237    | 86 %            |
| 30  | 11051330        | Karlshorst West         | Karlshorst                        | 009336           | 007783   | 000443         | 001110    | 83 %            |
| 31  | 11051331        | Karlshorst Nord         | Karlshorst                        | 011073           | 009122   | 000457         | 001494    | 82 %            |
| 32  | 11051332        | Karlshorst Süd          | Karlshorst                        | 006668           | 005992   | 000368         | 000308    | 90 %            |

## Geschichte

### Früheste Besiedlung
Die frühesten archäologischen Funde auf dem Gebiet des Bezirks datieren aus der mittleren Steinzeit, aber auch Funde aus der Bronzezeit, Eisenzeit und dem Frühmittelalter zeugen von einer wiederkehrenden Besiedelung vor der mittelalterlichen deutschen Landnahme.
Der Verwaltungsbezirk Lichtenberg entstand im Jahr 1920 durch Zusammenlegung mehrerer Städte, Gemeinden und Gutsbezirke. Das eigentliche Lichtenberg, heute auch als Alt-Lichtenberg bezeichnet, ist eine dieser Siedlungen. Viele Ortsteile des Bezirks Lichtenberg tragen die Namen dieser ehemaligen Gemeinden.

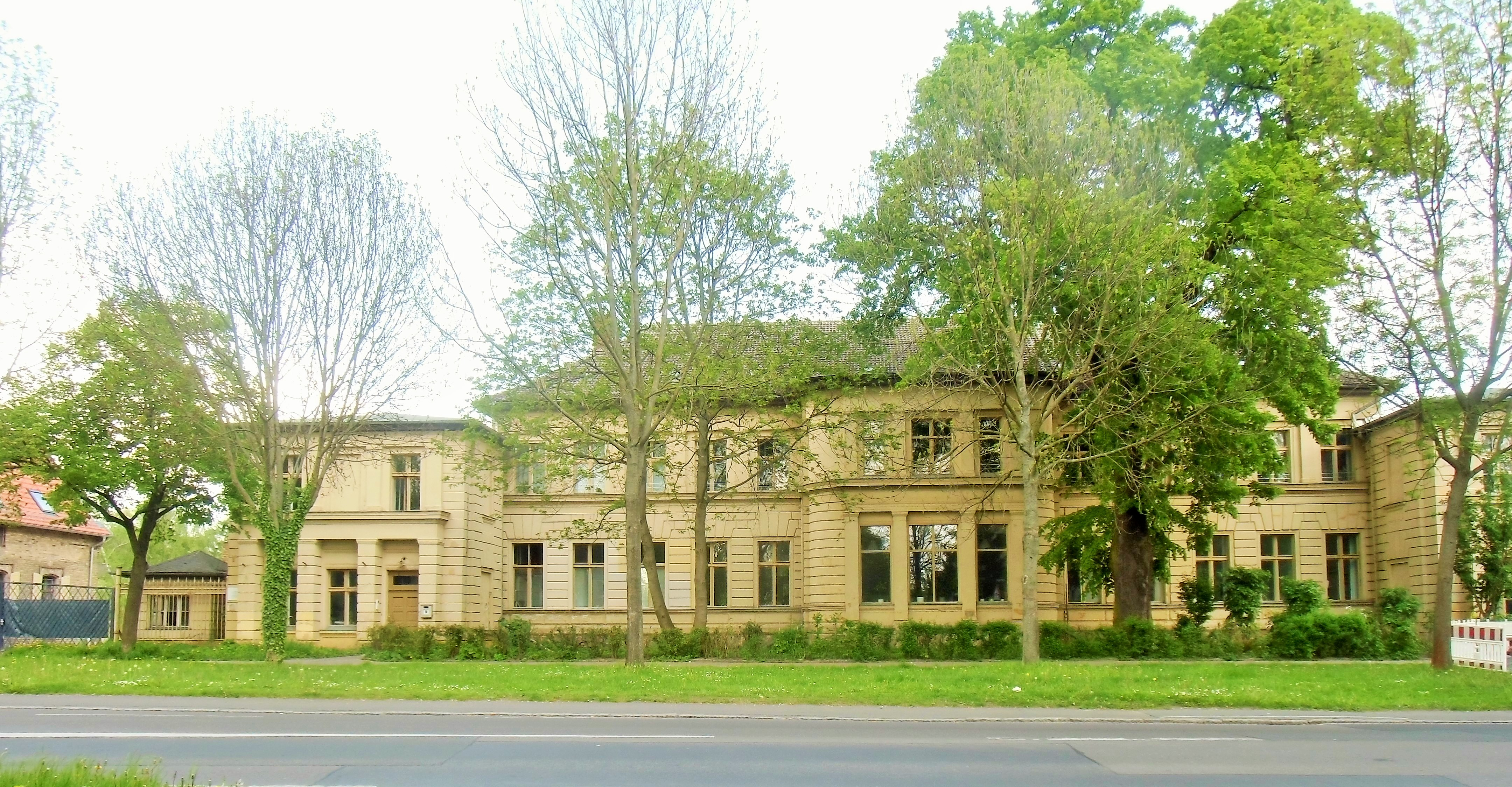
Herrenhaus des Gutshofes Malchow, erbaut 1704

Ortsteile
FalkenbergFalkenberg wird in der Schreibung Valkenberg 1370 erstmals in einer Urkunde des Markgrafen Otto V. genannt. Marie-Elisabeth von Humboldt, Mutter von Alexander und Wilhelm von Humboldt, erwarb 1791 das Rittergut Falkenberg. Nach ihrem Tod wurde sie in der Falkenberger Kirche beigesetzt.
FriedrichsfeldeDer erste historische Nachweis für das Dorf Rosenfelde (1699 in Friedrichsfelde umbenannt) stammt aus dem Jahr 1265.
HohenschönhausenDie Nennung von Henricus bilrebeke (Heinrich Billerbeck) als Pfarrer der Kirche von Hohenschönhausen im Jahr 1352 ist der erste direkte Nachweis des Ortes.
KarlshorstAb 1895 entstand nahe dem Vorwerk Carlshorst (seit 1901: Karlshorst) die gleichnamige Villenkolonie. Im Offizierskasino der Pionierschule I wurde in der Nacht vom 8. zum 9. Mai 1945 die bedingungslose Kapitulation der Wehrmacht unterzeichnet und damit das Ende des Zweiten Weltkriegs in Europa besiegelt. Zur Erinnerung an dieses Ereignis befindet sich hier das Museum Berlin-Karlshorst.
LichtenbergDas Dorf Lichtenberg entstand im Zuge der deutschen Kolonisation des Barnim um 1230. Es wurde allerdings erst am 24. Mai 1288 urkundlich in einem Grenzvertrag erwähnt.
Malchow1344 wurde Malchow in einer Schenkungsurkunde des Markgrafen von Brandenburg Ludwig des Älteren erstmals genannt. 1684 ließ der Gutsbesitzer Paul von Fuchs in Malchow ein zweigeschossiges Herrenhaus, das Schloss Malchow, sowie ein Brauhaus und weitere Gebäude errichten.
WartenbergDas Dorf Wartenberg wurde 1270 erstmals in einer brandenburgischen Urkunde genannt. Im Jahr 1783 erwarb der spätere preußische Staatsminister Otto von Voß Dorf und Gut Wartenberg. Er errichtete ein Herrenhaus mit Wirtschaftsgebäuden, das seit den 1980er Jahren unter Denkmalschutz steht.

### Lichtenberg als Berliner Bezirk 1920–2000
Bei der Gründung von Groß-Berlin im Jahr 1920 wurde aus der Stadt Lichtenberg, den Landgemeinden Biesdorf und dem gleichnamigen Gutsbezirk, mit Friedrichsfelde, Kaulsdorf, Mahlsdorf und Marzahn sowie dem Gutsbezirk Hellersdorf mit Wuhlgarten der 17. Berliner Verwaltungsbezirk gebildet, der den Namen Lichtenberg erhielt.

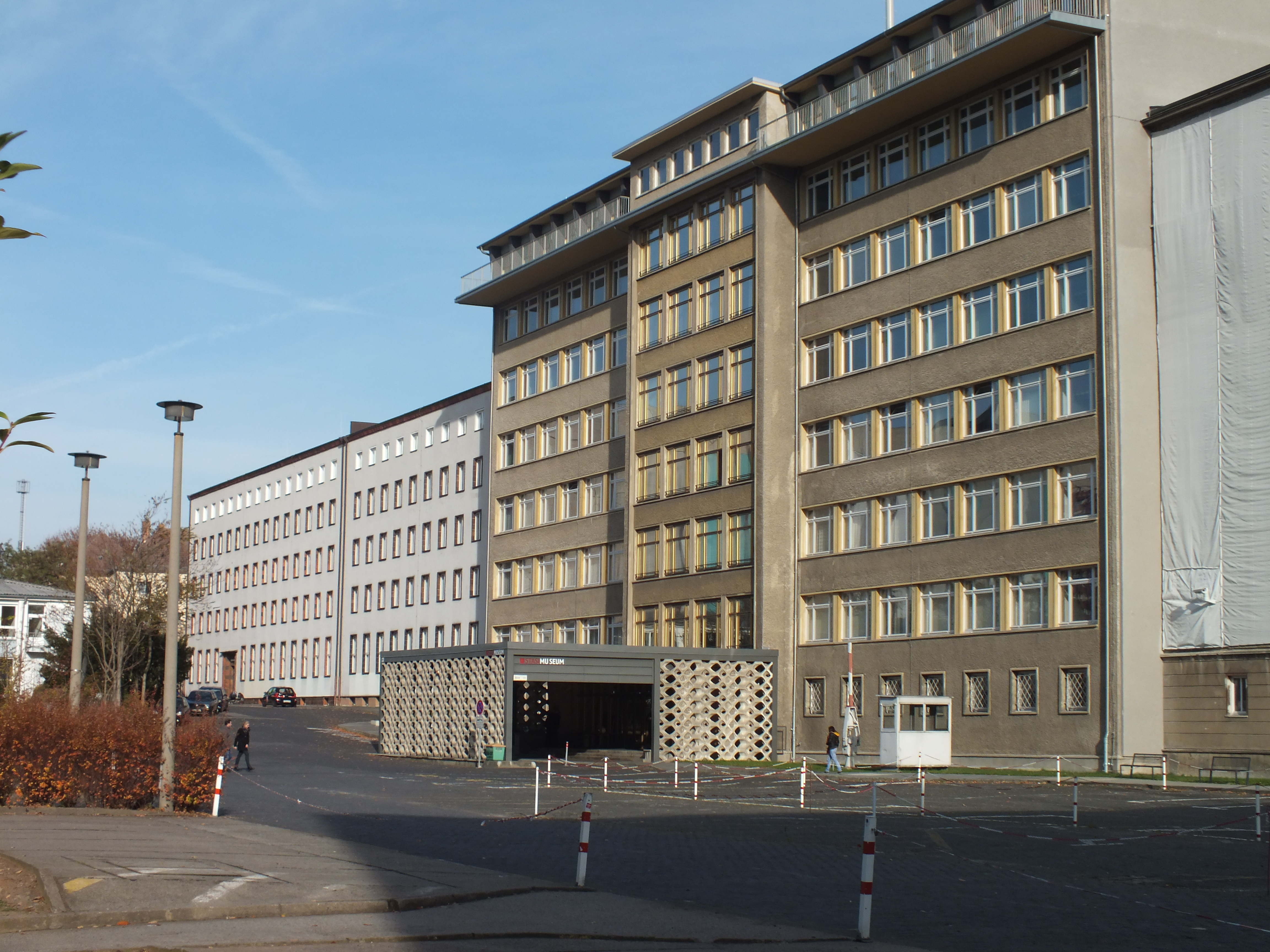
Ministerium für Staatssicherheit, von 1950 bis 1989

Friedrichsberg und der Westteil der ehemaligen Gemeinde Boxhagen-Rummelsburg, die innerhalb des S-Bahn-Rings liegen, wurden 1938 aus dem Bezirk Lichtenberg ausgegliedert und dem Bezirk Friedrichshain zugeschlagen. Dadurch verminderte sich die Bevölkerungszahl des Bezirks, die im Oktober 1937 noch knapp 247.000 betragen hatte, auf rund 184.000 im Oktober 1938.
Im Jahr 1965 wies Lichtenberg 168.897 Einwohner auf, deren Zahl sich 1979 verringerte, weil die Ortsteile Biesdorf, Hellersdorf, Kaulsdorf, Mahlsdorf und Marzahn ausgegliedert wurden. Aus ihnen entstand der neue Stadtbezirk Marzahn, der 1986 in die Stadtbezirke Marzahn und Hellersdorf geteilt und 2001 unter dem neuen Namen Marzahn-Hellersdorf wiederhergestellt wurde.
Zwischen der Normannenstraße und der Frankfurter Allee siedelte sich seit den 1950er Jahren das Ministerium für Staatssicherheit der DDR an, wozu vorhandene Gebäude genutzt, aber auch neue errichtet wurden. Hier befindet sich seit 1990 die Forschungs- und Gedenkstätte Normannenstraße.

### Nach der Verwaltungsreform 2001
Mit der zum 1. Januar 2001 vom Berliner Senat beschlossenen Bezirksreform wurde der Bezirk Lichtenberg mit dem Bezirk Hohenschönhausen zusammengelegt. Der so entstandene elfte Berliner Bezirk hieß zunächst Lichtenberg-Hohenschönhausen und erhielt am 1. Juni 2001 mit Lichtenberg seinen heutigen Namen. Der Ortsteil Neu-Hohenschönhausen ist in Folge der Siedlungserweiterung „auf der grünen Wiese“ aus Teilen der Ortsteile Malchow, Wartenberg und Falkenberg neu geschaffen worden; der bisherige Ortsteil Hohenschönhausen erhielt zur Unterscheidung den Vorsatz Alt-.
Im Jahr 2008 erhielt der Bezirk den von der Bundesregierung verliehenen Titel Ort der Vielfalt. Lichtenberg wurde 2020 mit dem Titel Familiengerechte Kommune ausgezeichnet.

## Bevölkerung

### Überblick
Am 31. Dezember 2024 zählte der Bezirk Lichtenberg 302.726 Einwohner auf einer Fläche von 52,3 Quadratkilometern. Damit lag am Stichtag die Bevölkerungsdichte bei 5.789 Einwohnern pro Quadratkilometer.
Aufgelistet sind in der ausklappbaren Tabelle die Einwohnerzahlen des Verwaltungsbezirks Lichtenberg seit seiner Gründung im Jahr 1920 sowie in einigen Jahren davor in den entsprechenden Gebietsgrenzen. Historisch weiter zurückreichende Einwohnerzahlen des Dorfes und der Stadt Lichtenberg vor ihrer Eingemeindung nach Berlin finden sich im Artikel über den Ortsteil Lichtenberg.

| Jahr    | Einwohner |
| ------- | --------- |
| 01900 1 | 058.030   |
| 01910 1 | 164.221   |
| 01919 1 | 183.706   |
| 1925    | 198.832   |
| 1933    | 241.186   |
| 1937    | 246.543   |
| 01939 2 | 196.811   |
| 1945    | 145.388   |
| 1946    | 157.721   |
| 1947    | 158.700   |
| 1949    | 162.500   |
| 1950    | 163.375   |
| 1955    | 165.500   |
| 1961    | 157.668   |

| Jahr    | Einwohner |
| ------- | --------- |
| 1965    | 168.897   |
| 1970    | 170.133   |
| 1975    | 203.240   |
| 1978    | 228.605   |
| 01979 3 | 177.423   |
| 1980    | 180.221   |
| 1981    | 186.605   |
| 1985    | 183.617   |
| 1990    | 167.362   |
| 1993    | 167.261   |
| 1994    | 168.135   |
| 1995    | 168.280   |
| 1997    | 163.200   |
| 2000    | 154.375   |

| Jahr    | Einwohner |
| ------- | --------- |
| 02001 4 | 254.691   |
| 2002    | 253.754   |
| 2003    | 252.267   |
| 2004    | 251.202   |
| 2005    | 252.401   |
| 2006    | 252.042   |
| 2007    | 250.811   |
| 2008    | 251.059   |
| 2009    | 251.626   |
| 2010    | 253.539   |
| 2011    | 256.280   |
| 2012    | 260.505   |
| 2013    | 264.858   |
| 2014    | 268.465   |

| Jahr | Einwohner |
| ---- | --------- |
| 2015 | 275.142   |
| 2016 | 283.121   |
| 2017 | 286.246   |
| 2018 | 290.493   |
| 2019 | 294.201   |
| 2020 | 296.837   |
| 2021 | 299.686   |
| 2022 | 308.286   |
| 2023 | 311.881   |
| 2024 | 315.548   |

Die unten stehenden Einwohnerzahlen (Stand: jeweils am 31. Dezember) basieren, abweichend von der Bevölkerungsfortschreibung des Amtes für Statistik Berlin-Brandenburg, auf Daten des Einwohnermelderegisters des Berliner Landesamtes für Bürger- und Ordnungsangelegenheiten.

### Bevölkerungsstruktur
Die folgende Tabelle zeigt Details zur Struktur der Lichtenberger Bevölkerung am 31. Dezember 2024.
| Geschlecht      | Anzahl  | Anteil in % |
| --------------- | ------- | ----------- |
| männlich        | 156.934 | 049,7       |
| weiblich        | 158.614 | 050,3       |
| insgesamt       | 315.548 | 100         |
|                 |         |             |
|                 |         |             |
| Altersgruppen   |         |             |
| unter 20        | 060.770 | 019,3       |
| 20 bis unter 40 | 099.424 | 031,5       |
| 40 bis unter 65 | 096.275 | 030,5       |
| ab 65           | 059.079 | 018,7       |
| insgesamt       | 315.548 | 100         |

| Herkunft                            | Anzahl  | Anteil in % |
| ----------------------------------- | ------- | ----------- |
| Deutsche ohne Migrationshintergrund | 199.937 | 063,3       |
| Deutsche mit Migrationshintergrund  | 035.909 | 011,4       |
| Ausländer                           | 079.702 | 025,3       |
| insgesamt                           | 315.548 | 100         |
|                                     |         |             |
| Wohnlagen                           |         |             |
| einfache Wohnlagen bzw. ohne Angabe | 122.576 | 038,9       |
| mittlere Wohnlagen                  | 176.233 | 055,8       |
| gute Wohnlagen                      | 016.739 | 005,3       |
| insgesamt                           | 315.548 | 100         |

| Religion            | Anzahl  | Anteil in % |
| ------------------- | ------- | ----------- |
| evangelisch         | 017.894 | 005,7       |
| römisch-katholisch  | 011.988 | 003,8       |
| sonstige bzw. keine | 285.666 | 090,5       |
| insgesamt           | 315.548 | 100         |

Das Durchschnittsalter im Bezirk lag am 31. Dezember 2024 bei 41,8 Jahren (Berliner Durchschnitt 42,8 Jahre).
Über 12.000 Lichtenberger Einwohner haben vietnamesische Wurzeln, die größte Anzahl aller Berliner Bezirke (Stand: 2023).

## Wirtschaft

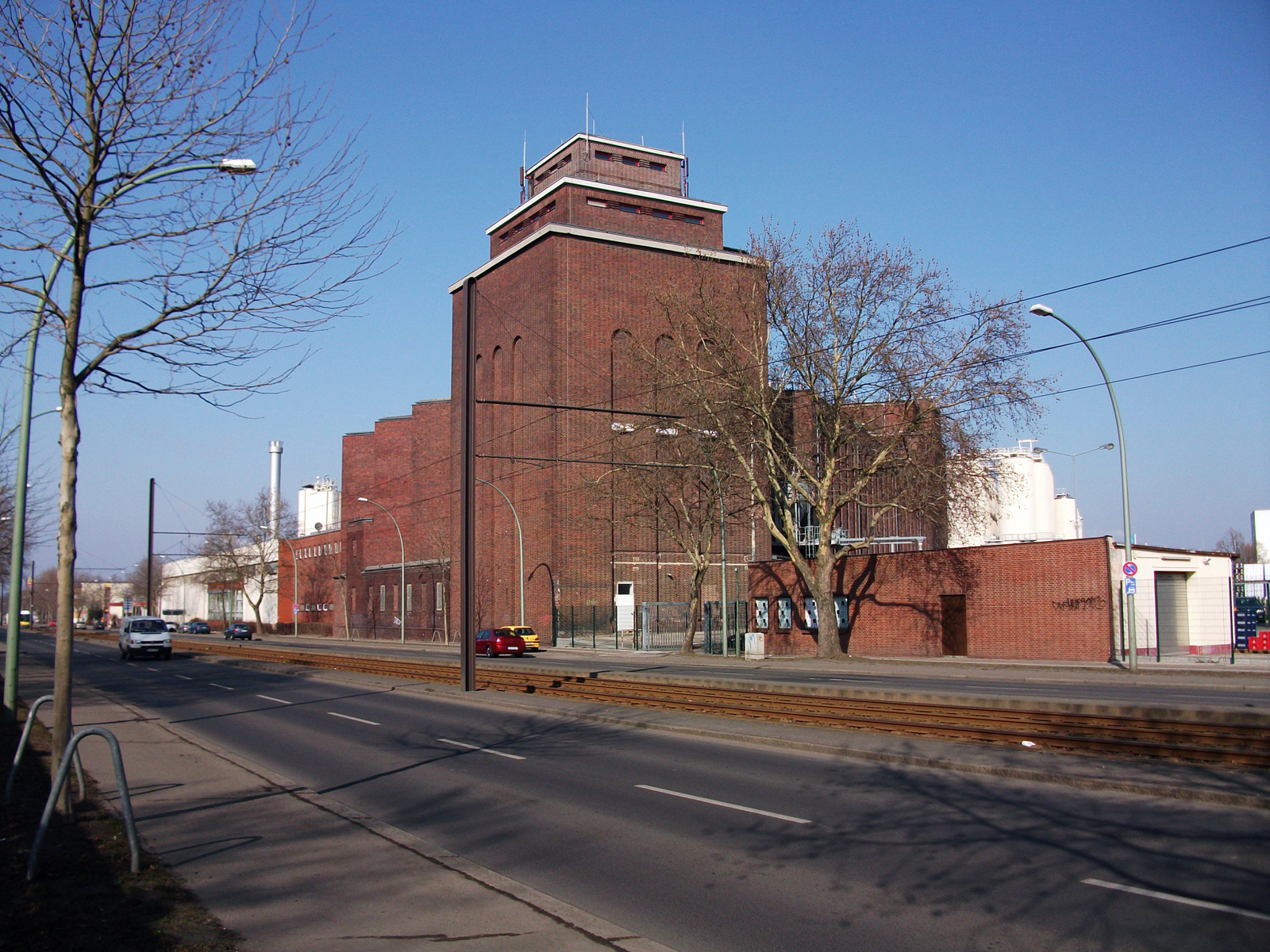
Berliner-Kindl-Schultheiss-Brauerei

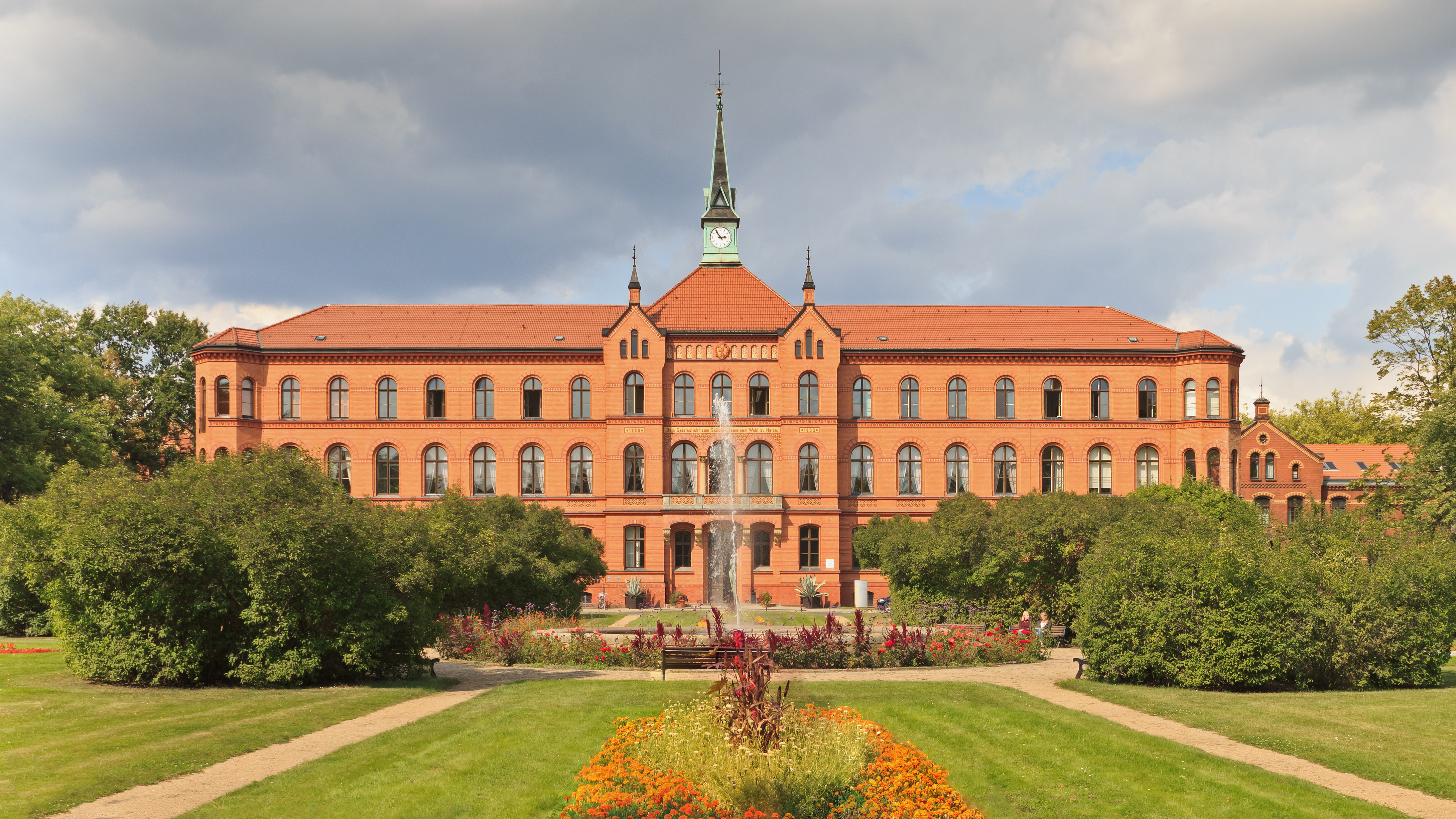
Evangelisches Krankenhaus Königin Elisabeth Herzberge

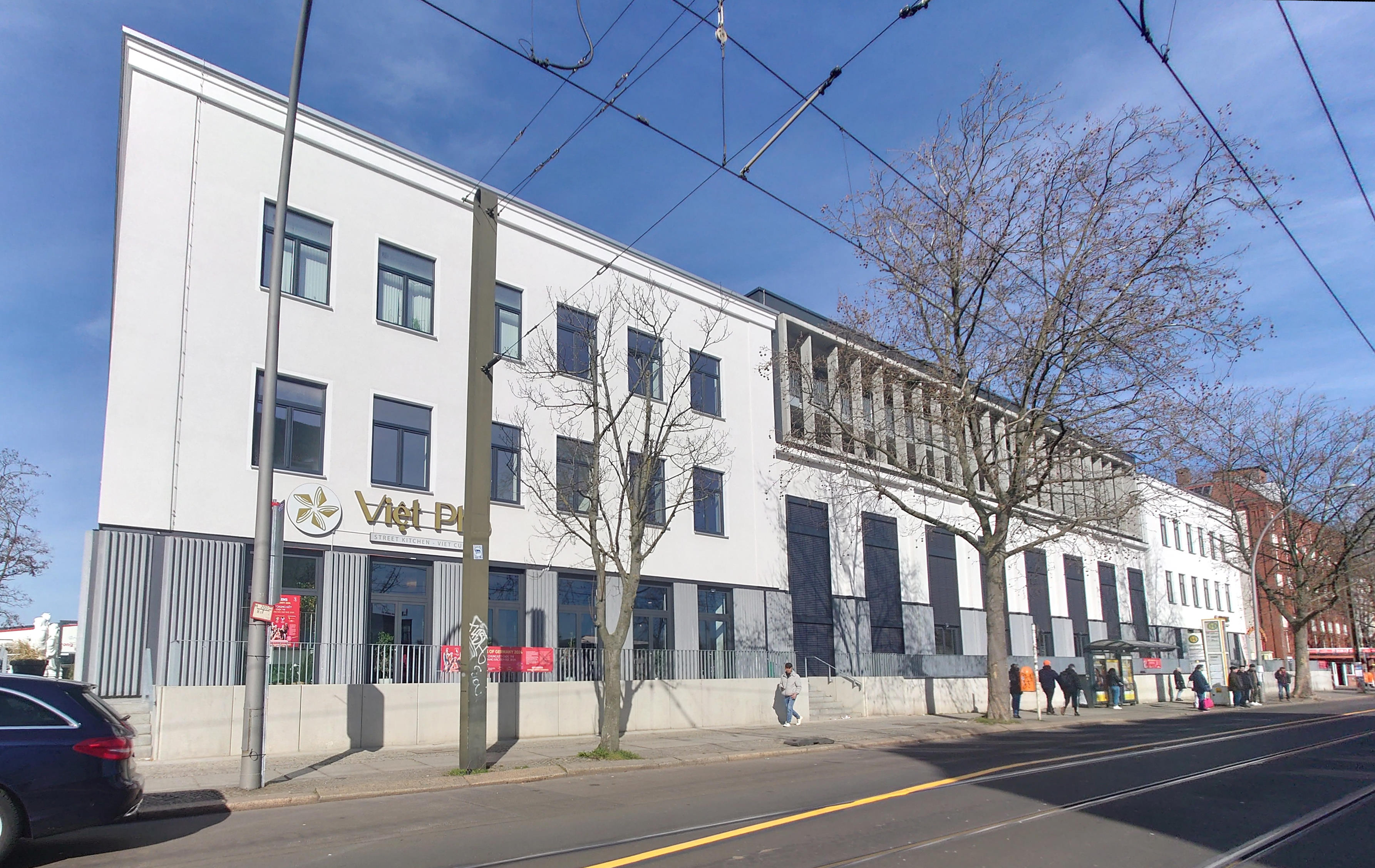
Dong Xuan Center

Die Wirtschaft des Bezirks Lichtenbergs ist geprägt durch Industrie- und Technologieunternehmen der Metallverarbeitung, des Fahrzeug-, Geräte- und Werkzeugbaus, der Elektro- und Bahntechnik, der Druck- und Lebensmittelindustrie sowie der Gesundheitswirtschaft. Auch eine Vielzahl kleiner und mittlerer Unternehmen des Handels, Handwerks und Dienstleistungsbereichs befindet sich im Bezirk.
Am 31. Dezember 2022 waren im Bezirk Lichtenberg 22.529 Gewerbebetriebe angemeldet. Im Bezirk gibt es elf Gewerbegebiete.
In Würdigung des gesellschaftlichen und ökonomischen Engagements der Lichtenberger Unternehmerschaft für den Standort wird seit 2012 in jedem Jahr ein Lichtenberger Unternehmen des Jahres ausgezeichnet.

### Unternehmen  und Arbeitgeber
- Berliner-Kindl-Schultheiss-Brauerei im Ortsteil Alt-Hohenschönhausen
- Betriebsbahnhof Berlin-Rummelsburg im Ortsteil Rummelsburg
- Dopa Diamond Tools im Ortsteil Neu-Hohenschönhausen, Hersteller von Präzisionswerkzeugen[24]
- Dong Xuan Center im Ortsteil Lichtenberg, größter Asiamarkt Deutschlands
- Kraftwerk Klingenberg im Ortsteil Rummelsburg
- Zwischenpumpwerk Lichtenberg
- Kinderklinik Lindenhof
- Oskar-Ziethen-Krankenhaus
- Evangelisches Krankenhaus Königin Elisabeth Herzberge

### Gewerbegebiete
Lichtenberg verfügt über elf Gewerbegebiete, darunter:
- Berlin eastside
- Gewerbegebiet Herzbergstraße

### Wohnungswirtschaft
- Howoge, Wohnungsbaugesellschaft im Ortsteil Lichtenberg, eines der sechs kommunalen Wohnungsunternehmen des Landes Berlin, bewirtschaftet 75.650 Mietwohnungen (Stand: 2023)[27]
- Wohnungsgenossenschaft Lichtenberg im Ortsteil Fennpfuhl mit 11.079 Mitgliedern (Stand: 31. Dezember 2022), verwaltet 10.243 Mietwohnungen[28]

## Verkehr

### Öffentlicher Personennahverkehr

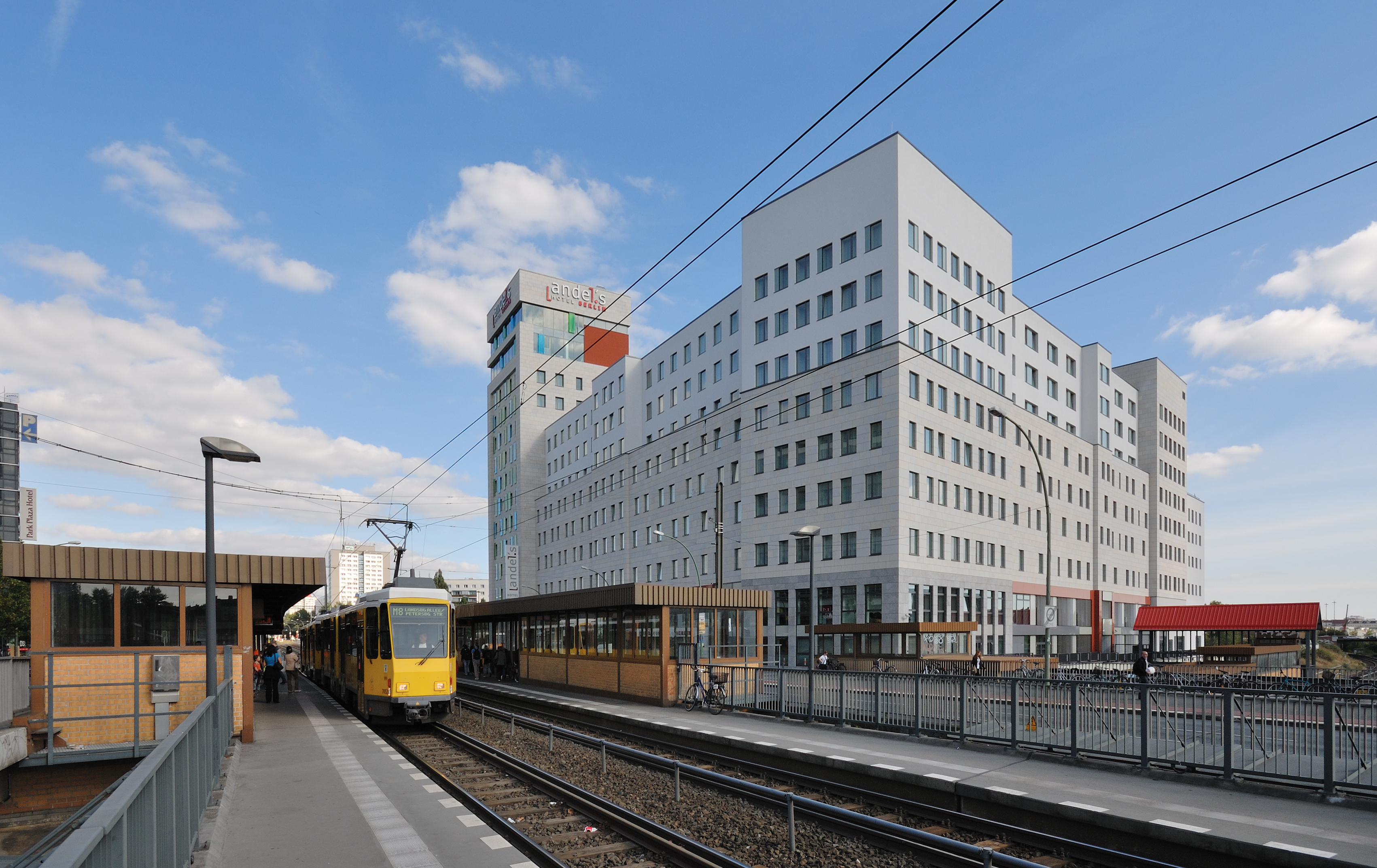
Mehrfachhaltestelle der Straßenbahn an der Landsberger Allee mit dem Hotel Vienna House Andel’s Berlin

Im öffentlichen Personennahverkehr ist der Bezirk durch die S-Bahn-Linien S3, S41, S42, S5, S7, S75, S8 und S85 sowie die U-Bahn-Linie U5 erschlossen. Mehrere Straßenbahn- und Buslinien führen durch den Bezirk. In der Siegfriedstraße gibt es einen Betriebshof für Straßenbahnen und Omnibusse, der bis 1973 den einzigen Ost-Berliner Obus-Fuhrpark beherbergte.

### Schienenverkehr
Im Bezirk Lichtenberg liegen der S-, Fern- und Regionalbahnhof Lichtenberg sowie der S- und Regionalbahnhof Hohenschönhausen.

### Individualverkehr
Durch den Bezirk führt eine der längsten Straßen Berlins, die Landsberger Allee. Sie war bis zur Bezirksfusion 2001 die Grenze zwischen dem Bezirk Lichtenberg (südlich der Straße) und Hohenschönhausen (nördlich der Straße). Ein Abschnitt der Frankfurter Allee und die Straße Alt-Friedrichsfelde, die den Bezirk in West-Ost-Richtung durchqueren, sind Teil der – auf gemeinsamer Trasse geführten – Bundesstraßen B 1/B 5. Die Bundesstraße B 2 führt im Ortsteil Malchow (Dorfstraße) ebenfalls ein kurzes Stück durch den Bezirk Lichtenberg.
Die Fertigstellung der Tangentialen Verbindung Ost (TVO), deren dritter Bauabschnitt durch den Bezirk Lichtenberg verläuft, wurde 2011 beschlossen und befindet sich gegenwärtig (Stand: 2024) in der Planungsphase. Der Anschluss an das Autobahnnetz ist seit 2016 mit dem Bau des 17. Abschnitts der A 100 an der Frankfurter Allee im Bundesverkehrswegeplan 2030 vorgesehen.

## Politik

### Allgemeines
Die Politik im Bezirk Lichtenberg wurde nach 1990 durch eine absolute Mehrheit der PDS in der Bezirksverordnetenversammlung (BVV) bestimmt. Bei der Wahl zur BVV 2006 verlor die PDS (seit 2007: Die Linke) ihre absolute Mehrheit, blieb jedoch in den darauffolgenden Wahlen bis 2023 weiterhin stärkste Fraktion. Seitdem gehören die meisten Bezirksverordneten zur CDU.
Der Bundestagswahlkreis Berlin-Lichtenberg war einer der drei Wahlkreise in Deutschland, den Die Linke bei der Bundestagswahl 2021 mit einem Direktmandat gewinnen und damit den Verbleib im Bundestag sichern konnte. Bei den Zweitstimmen lag die SPD vorn. Bei der Bundestagswahl 2025 gewann die Partei den Wahlkreis sowohl bei den Erst- als auch den Zweitstimmen.

### Bezirksverordnetenversammlung
Die Wahl zur Bezirksverordnetenversammlung (BVV) des Bezirks Lichtenberg am 12. Februar 2023 führte zu folgendem Ergebnis:
| Wahl zur Bezirksverordnetenversammlung Lichtenberg 2023Wahlbeteiligung: 55,7 % 3020100 23,8 %23,0 %15,3 %14,0 %11,8 %4,3 %7,8 % CDULinkeSPDAfDGrüneTierschutzSonst.Gewinne und Verlusteim Vergleich zu 2021 %p 12 10 8 6 4 2 0 −2 −4 −6+10,6 %p−1,8 %p−4,3 %p+2,0 %p−1,2 %p−0,2 %p+0,4 %pCDULinkeSPDAfDGrüneTierschutzSonst. | Sitzverteilung (Stand: 2025)Insgesamt 55 Sitze - CDU: 15 - Linke: 10 - SPD: 10 - AfD: 7 - Grüne: 7 - BSW: 3 - Tierschutz: 2 - Sonst.: 1 |

Am 12. Februar 2024 traten drei Abgeordnete der Linken aus ihrer Fraktion aus und bildeten die Fraktion des BSW. Ein Abgeordneter wechselte 2024 von den Linken zur SPD. Die Fraktionsstärke der Linken verminderte sich dadurch von ursprünglich 14 auf 10 Bezirksverordnete.

### Bezirksbürgermeister

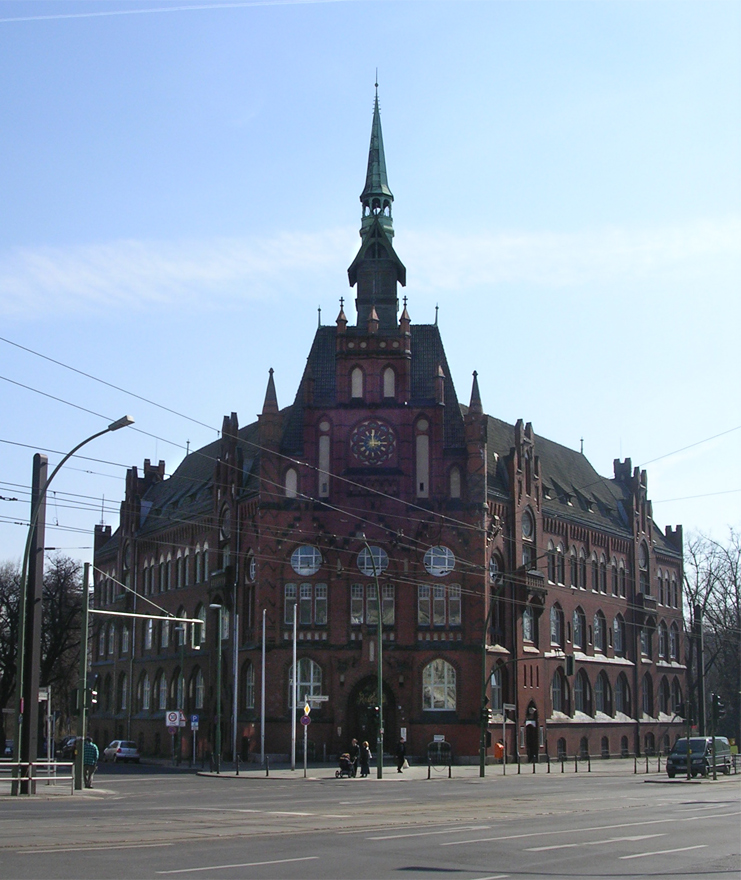
Rathaus Lichtenberg, Sitz des Bezirksbürgermeisters und des Bezirksamts

Die BVV wählt entsprechend den politischen Mehrheitsverhältnissen den Bezirksbürgermeister. Er hat seinen Sitz im Rathaus in der Möllendorffstraße. Der Bezirk Lichtenberg ist auf Landesebene im Rat der Bürgermeister vertreten.
| Zeitraum  | Name                  | Partei    |
| --------- | --------------------- | --------- |
| 2001–2001 | Wolfram Friedersdorff | PDS       |
| 2001–2011 | Christina Emmrich     | Die Linke |
| 2011–2014 | Andreas Geisel        | SPD       |
| 2015–2016 | Birgit Monteiro       | SPD       |
| 2016–2023 | Michael Grunst        | Die Linke |
| seit 2023 | Martin Schaefer       | CDU       |

### Bezirksamt
Mitglieder des Bezirksamts sind (Stand: 2025):
|                   | Partei    | Funktion                                                                                        | Geschäftsbereich                                                        |
| ----------------- | --------- | ----------------------------------------------------------------------------------------------- | ----------------------------------------------------------------------- |
| Martin Schaefer   | CDU       | Bezirksbürgermeister                                                                            | Personal, Finanzen, Wirtschaft, Kultur und Sozialraumplanung            |
| Camilla Schuler   | Die Linke | stellvertretende Bezirksbürgermeisterin                                                         | Bauen, Stadtentwicklung und Facility Management, Jugend (kommissarisch) |
| Sandy Mattes      | SPD       | Bezirksstadträtin                                                                               | Schule und Sport                                                        |
| Filiz Keküllüoğlu | Grüne     | Bezirksstadträtin                                                                               | Verkehr, Grünflächen, Ordnung, Umwelt und Naturschutz                   |
| Catrin Gocksch    | CDU       | Bezirksstadträtin                                                                               | Soziales, Gesundheit und Bürgerdienste                                  |
| N. N.             | AfD       | kein Bezirksstadtrat bestätigt, vorgeschlager Kandidat wurde von der BVV mehrfach nicht gewählt |                                                                         |

Der 2020 gewählte Bezirksstadtrat für Bauen und Stadtentwicklung Kevin Hönicke (SPD) war seit dem Oktober 2023 wegen des Vorwurfs des Verrats von Dienstgeheimnissen vom Dienst freigestellt. Da das Verwaltungsgericht Berlin seinen Eilantrag gegen die Freistellung zurückwies, wurde im Dezember 2023 die Geschäftsverteilung des Bezirksamts bis zu einer endgültigen Regelung neu festgelegt. Aufgrund einer Entscheidung des Oberverwaltungsgerichts Berlin-Brandenburg wurde die Freistellung aufgehoben, und Hönicke nahm im März 2024 seine Dienstgeschäfte wieder auf, jedoch mit dem Geschäftsbereich Schule und Sport. Die Bezirksverordnetenversammlung wählte Hönicke am 11. Juli 2024 ab und wählte Sandy Mattes (SPD) zu seiner Nachfolgerin.
Die verschiedenen Abteilungen des Bezirksamts haben ihren Sitz im Rathaus (Möllendorffstraße 6), in Alt-Friedrichsfelde 60, in der Alfred-Kowalke-Straße 24, in der Große-Leege-Straße 103 und in der Egon-Erwin-Kisch-Straße 106.

### Wappen

Bezirkswappen

Das Wappen des Bezirks Lichtenberg wurde nach der Fusion der ehemaligen Bezirke Lichtenberg und Hohenschönhausen neugestaltet. Während der Name für den Bezirk schnell feststand, zog sich der Prozess der Wappenfindung knapp über fünf Jahre hin. Es gab bereits 2004 einen Entwurf, der den heraldischen Anforderungen durch den Senatsbeauftragten nicht genügte und deshalb überarbeitet werden musste. Das seitdem gültige Wappen wurde am 28. Februar 2006 durch den Senat von Berlin verliehen.
Blasonierung: Das obere grüne Feld des geteilten Schildes zeigt einen silbernen Berg, der zu beiden Seiten jeweils mit einem kleinen silbernen Hügel verbunden ist. Hinter dem Berg zeigt sich eine wachsende goldene strahlende Sonne. Die Sonne wird von zwei silbernen Laubbäumen mit schwarzen Ästen und schwarz-silbernem Stamm begleitet, die auf den kleinen Hügeln stehen. Im unteren blauen Feld befinden sich nebeneinander drei schwebende goldene Ähren, die Mittlere etwas tiefer. Auf dem Schild ruht eine rote dreitürmige Mauerkrone, deren mittlerer Turm mit dem Berliner Wappenschild belegt ist.
Wappenbegründung: Das quergeteilte Schild zeigt im oberen Feld Elemente aus dem ehemaligen Bezirkswappen Lichtenbergs und im unteren Feld Elemente aus dem Bezirkswappen Hohenschönhausens. Das obere Feld mit der Sonne hinter dem Berg verweist auf die erhöht gelegene helle Lichtung, die dem Bezirk den Namen gab. Das untere Feld mit den drei Ähren symbolisiert die mit dem Bezirk Hohenschönhausen eingebrachten drei historischen Dörfer Malchow, Wartenberg und Falkenberg. Das Blau des unteren Feldes greift das blaue Wellenband des alten Lichtenberger Wappens auf und verweist damit auf die Lage am Rummelsburger See und dem Spreeufer. Das Grün und die Bäume im oberen Feld sind Ausdruck des Waldreichtums. Die Mauerkrone ist das verbindende Element aller Berliner Bezirke.

### Städtepartnerschaften
Der Bezirk Lichtenberg unterhält sieben Partnerschaften mit Städten in sechs verschiedenen Ländern:
 Kamubukwana, Stadtbezirk von Maputo in Mosambik, seit 1995
 Białołęka, Stadtbezirk von Warschau in Polen, seit 2000
 Kaliningrad, Stadt in Russland, seit 2001
 Hajnowka, Stadt in Polen, seit 2001
 Jurbarkas, Stadt in Litauen, seit 2003
 Margareten, Stadtbezirk von Wien in Österreich, seit 2015
 Hoan Kiem, Stadtbezirk von Hanoi in Vietnam, seit 2015

### Bürgerbeteiligung, Titel und Auszeichnungen
- Das Bezirksamt verleiht seit 2003 jährlich die Ehrenurkunde des Bezirks Lichtenberg an Bürger, die sich um den Bezirk oder dessen Bewohner besonders verdient gemacht haben.[42]
- Seit 2005 gibt es einen Bürgerhaushalt, der erstmals für das Haushaltsjahr 2007 aufgestellt wurde und weitestgehend auf Vorschlägen der Bürger beruht.[43]
- Im Jahr 2006 fand mit der Wahl zum Abgeordnetenhaus der erste Bürgerentscheid Berlins auf Bezirksebene statt. Die Wahlberechtigten Lichtenbergs konnten über die Fusionspläne der drei Gymnasien im Süden des Bezirks abstimmen.
- Um 2012 wurde auf Initiative der CDU Lichtenberg ein Preis für besondere Verdienste um den Bezirk ins Leben gerufen. Die Vorschläge mit einer Begründung für diesen Preis kommen direkt von den Einwohnern. Ausgereicht wird eine Urkunde, eine Medaille und ein Preisgeld, das einer Institution oder einem Verein, der ebenfalls mit vorzuschlagen ist, zugutekommt.[44]
- Des Weiteren werden seit 2012 jährlich anlässlich des Lichtenberger Unternehmer-Abends Unternehmen des Jahres in zwei Kategorien ausgezeichnet: Innovationskraft und wirtschaftlicher Erfolg sowie ökologische oder soziale Verantwortung und Arbeitnehmerinnenfreundlichkeit. Die Gewinner erhalten einen mit 1000 Euro dotierten Preis.[45]
- Anlässlich des Frauentages wird seit 2017 jährlich die Auszeichnung Lichtenberger Frauenpreis an Projekte, Initiativen oder Einzelpersonen vergeben, die sich in herausragender Weise für die Emanzipation der Geschlechter eingesetzt haben.[46]
- Im Jahr 2020 verlieh das Bezirksamt erstmals einen Umwelt- und Naturschutzpreis des Bezirks, dessen Sieger einen Betrag von 500 Euro erhält.[44]
- Das Bezirksamt vergibt seit etwa 2021, im Zusammenhang mit dem Titel Europäische Freiwilligenhauptstadt 2021 für Berlin insgesamt, monatlich den Lichtenberger Bezirkstaler an in Lichtenberg lebende oder wirkende Personen, die jenseits etablierter Vereine und Organisationen besonderes Engagement gezeigt haben.[47]
- Seit 2024 trägt der Bezirk den Titel Faire Trade Town.[48]
- Im Jahr 2025 unterzeichnete der Bezirk die Beitrittsurkunde zur Aufnahme in den Club der Agenda 2030 – Nachhaltigkeit auf kommunaler Ebene gestalten. Die Agenda 2030 wurde von den Mitgliedsstaaten der Vereinten Nationen im Jahr 2015 verabschiedet. Das bedeutet konkret, dass „genug Ressourcen für nachfolgende Generationen erhalten“ bleiben sollen und der kommunale Zusammenhalt, auch mit den Städtepartnern, gestärkt wird.[49]

### Polizei und Feuerwehr
Zuständig für die innere Sicherheit im Bezirk Lichtenberg ist die Direktion 3 der Berliner Landespolizei. Sie hat ihren Sitz im Nachbarbezirk Marzahn-Hellersdorf in der Poelchaustraße 1.
Im Bezirk Lichtenberg bestehen zwei Berufsfeuerwachen (Josef-Orlopp-Straße im Ortsteil Lichtenberg, Dönhoffstraße im Ortsteil Karlshorst), in denen es auch eine Freiwillige Feuerwehr gibt. Weitere Freiwillige Feuerwehren haben ihren Standort in Falkenberg, Hohenschönhausen und Wartenberg. Alle fünf Freiwilligen Feuerwehren haben eine eigene Jugendfeuerwehr.

## Bildung

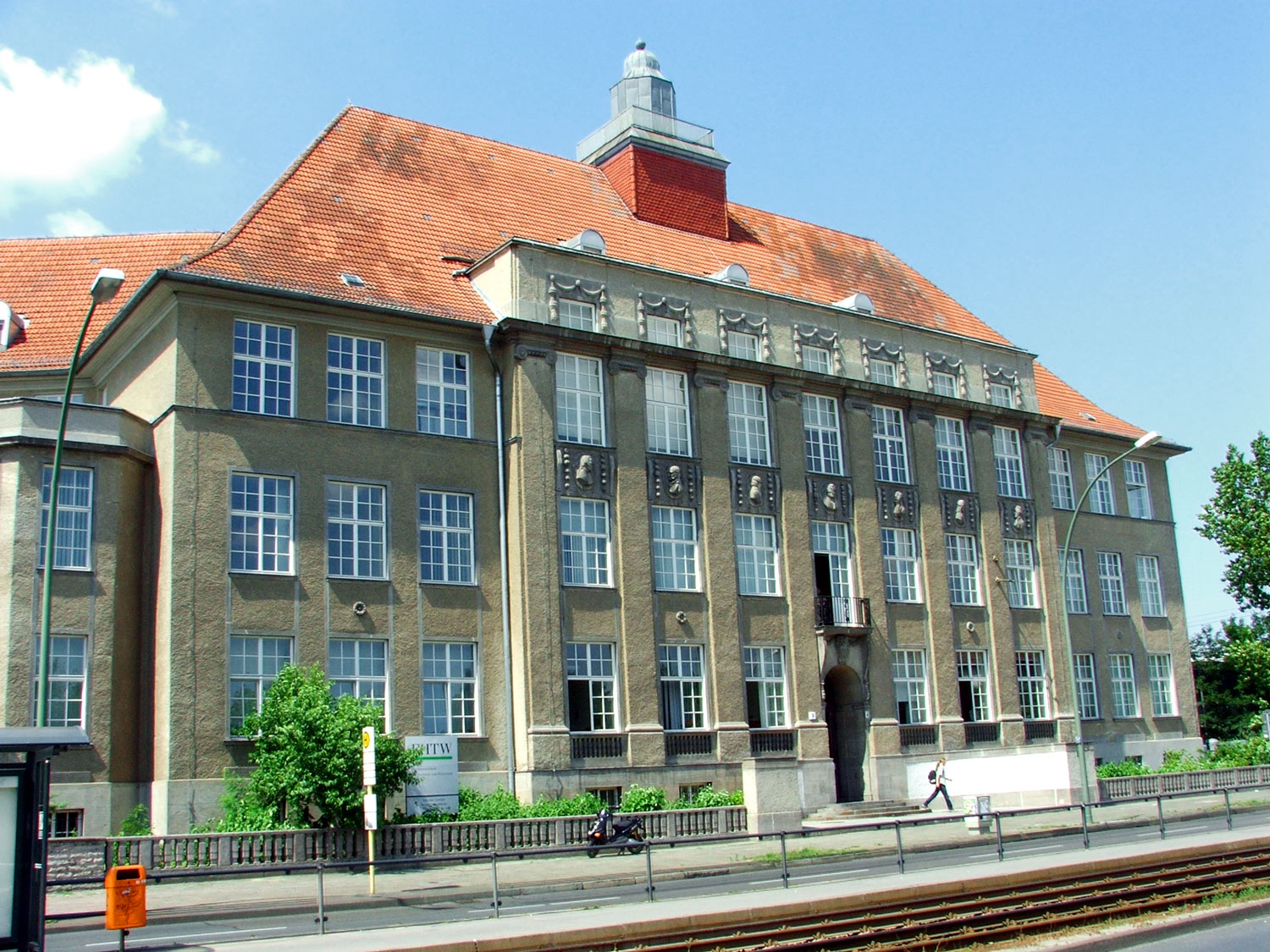
Hochschule für Technik und Wirtschaft Berlin in Karlshorst

→Aufgenommen sind hier nur die Schuleinrichtungen, für die es in Wikipedia bereits einen eigenen Artikel gibt.←

### Hochschulen
- Hochschule für Technik und Wirtschaft Berlin (HTW)
- Katholische Hochschule für Sozialwesen Berlin (KHSB)
- Hochschule für Wirtschaft und Recht Berlin (HWR) – Campus Friedrichsfelde

### Allgemeinbildende Schulen (Auswahl)

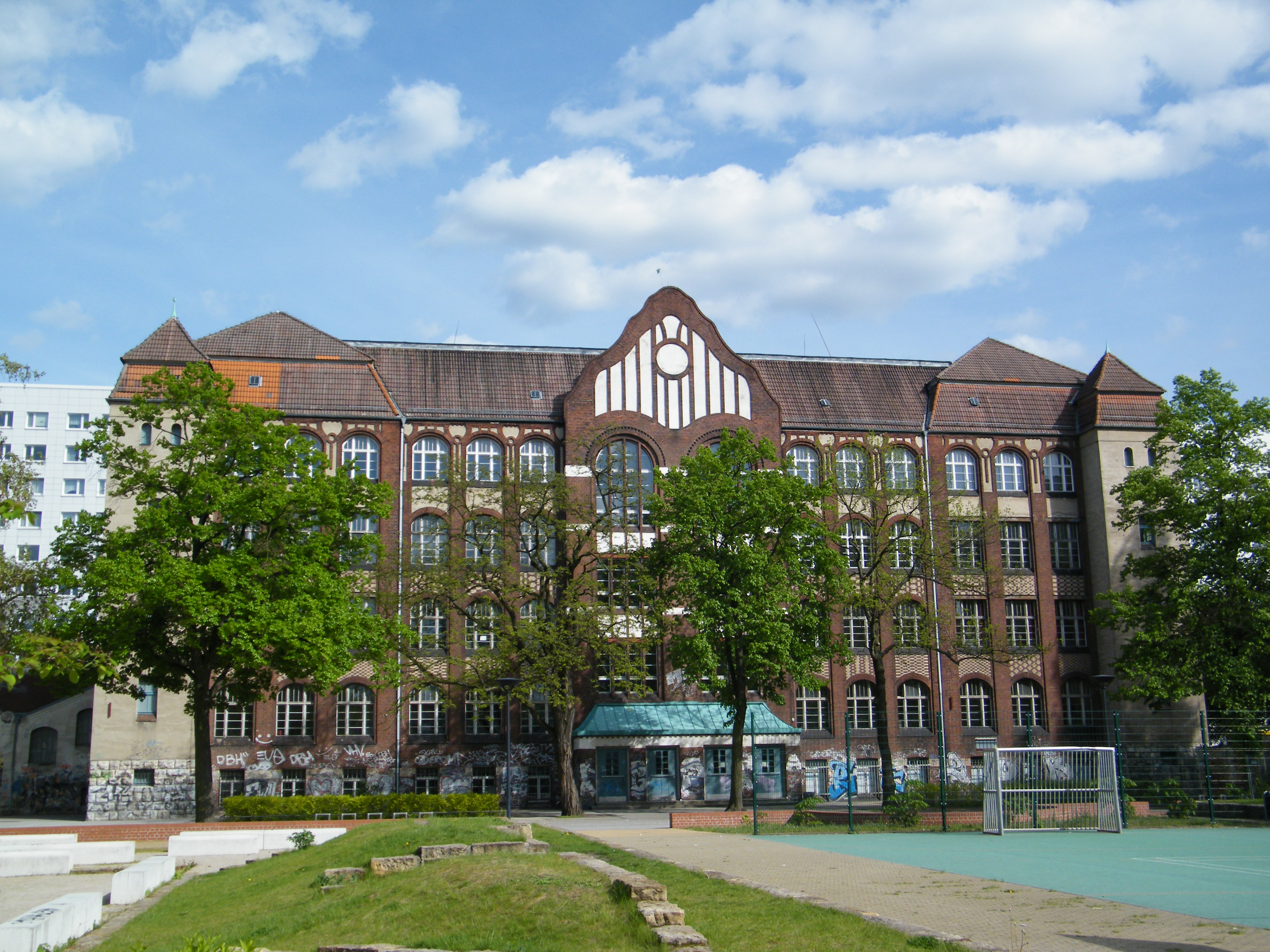
Mildred-Harnack-Schule

Die allgemeinbildenden Schulen im Bezirk sind aus dem Berliner Schulverzeichnis ersichtlich.
Grundschulen
- Obersee-Grundschule, Ortsteil Alt-Hohenschönhausen

Integrierte Sekundarschulen
- Gutenberg-Schule, Ortsteil Alt-Hohenschönhausen
- Schul- und Leistungssportzentrum Berlin, Ortsteil Alt-Hohenschönhausen
- Mildred-Harnack-Schule, Ortsteil Lichtenberg
- Schule am Rathaus, Ortsteil Lichtenberg
- Vincent-van-Gogh-Schule, Ortsteil Neu-Hohenschönhausen

Sonstige Sekundarschulen
- Carl-von-Linné-Schule für Körperbehinderte, Ortsteil Fennpfuhl
- Grüner Campus Malchow (Gemeinschaftsschule), Ortsteil Malchow

Gymnasien
- Barnim-Gymnasium, Ortsteil Falkenberg
- Johann-Gottfried-Herder-Gymnasium, Ortsteil Fennpfuhl
- Hans-und-Hilde-Coppi-Gymnasium, Ortsteil Karlshorst
- Immanuel-Kant-Gymnasium, Ortsteil Rummelsburg

In der Bernhard-Bästlein-Straße im Ortsteil Fennpfuhl soll bis 2027/28 eine Drehscheibenschule errichtet werden, in der die Schüler aus sieben zu sanierenden Schulbauten zeitweise unterrichtet werden. Ein Bürgerbegehren gegen den Standort ist gescheitert. Die BVV Lichtenberg beschloss nun am 15. Mai die Errichtung eines solchen Interimsbaus im Innenhof.

### Weitere Schulen
- Schostakowitsch-Musikschule mit Lehrangebot in traditioneller vietnamesischer Musik, Ortsteile Fennpfuhl, Neu-Hohenschönhausen und Karlshorst
- Margarete-Steffin-Volkshochschule, Ortsteil Fennpfuhl

### Bibliotheken
Die Stadtbibliothek Lichtenberg hat vier Filialen: die Bezirkszentralbibliothek Anna-Seghers-Bibliothek im Ortsteil Neu-Hohenschönhausen sowie die Mittelpunktbibliotheken Anton-Saefkow-Bibliothek im Ortsteil Fennpfuhl, die Bodo-Uhse-Bibliothek im Ortsteil Friedrichsfelde und die Egon-Erwin-Kisch-Bibliothek im Ortsteil Lichtenberg.

## Gesundheitswesen
Im Bezirk gibt es das Sana-Klinikum in der Fanningerstraße mit etwa 700 Betten und das Evangelische Krankenhaus Königin Elisabeth Herzberge in der Herzbergstraße mit etwa 800 Betten.
Das St. Antonius-Krankenhaus in der Köpenicker Allee im Ortsteil Karlshorst (1930–1945) und das Kinderkrankenhaus Lindenhof in der Gotlindestraße im Ortsteil Lichtenberg (1947–2012) existieren nicht mehr.

## Kultur

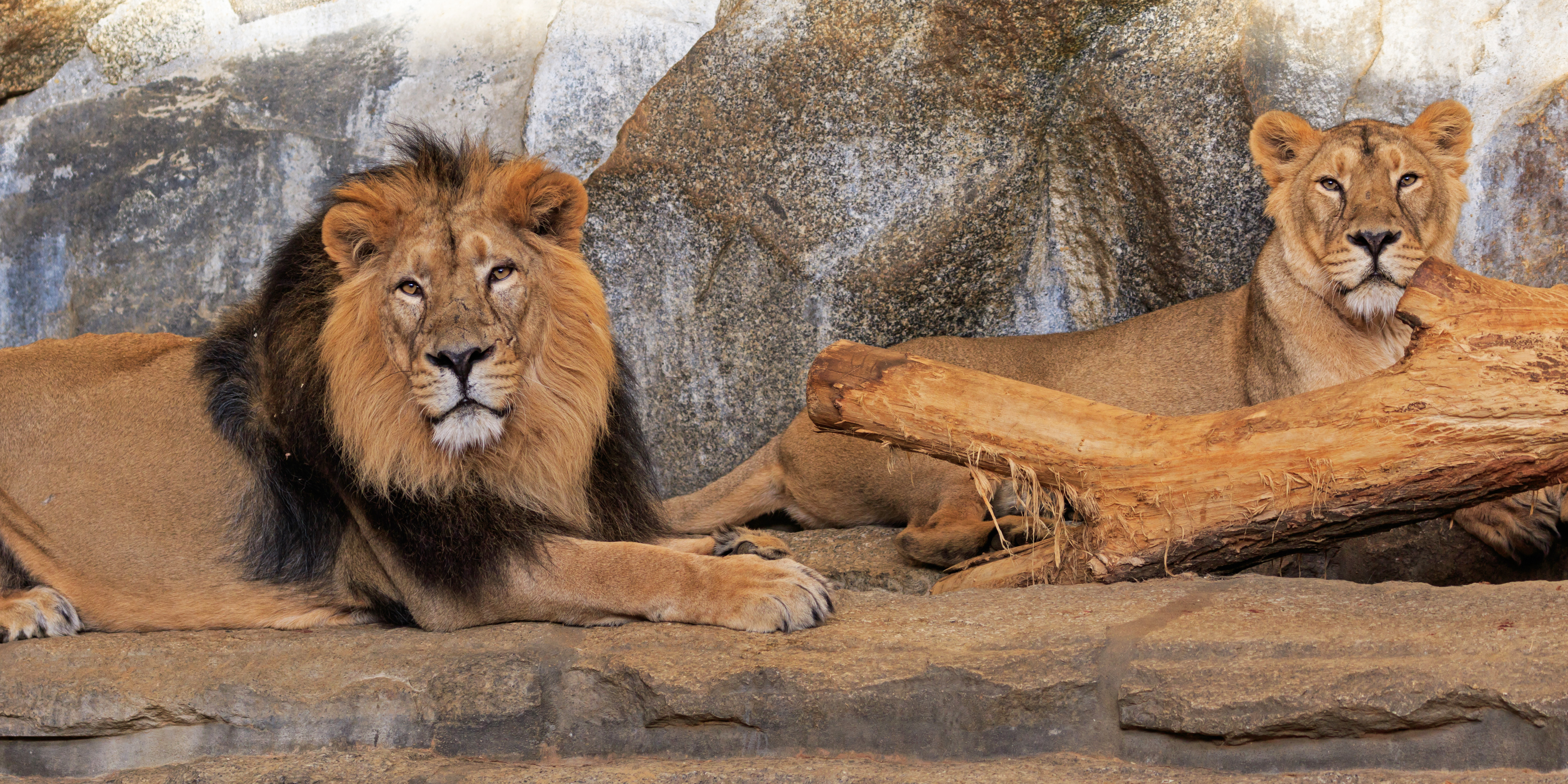
Löwen im Tierpark Friedrichsfelde

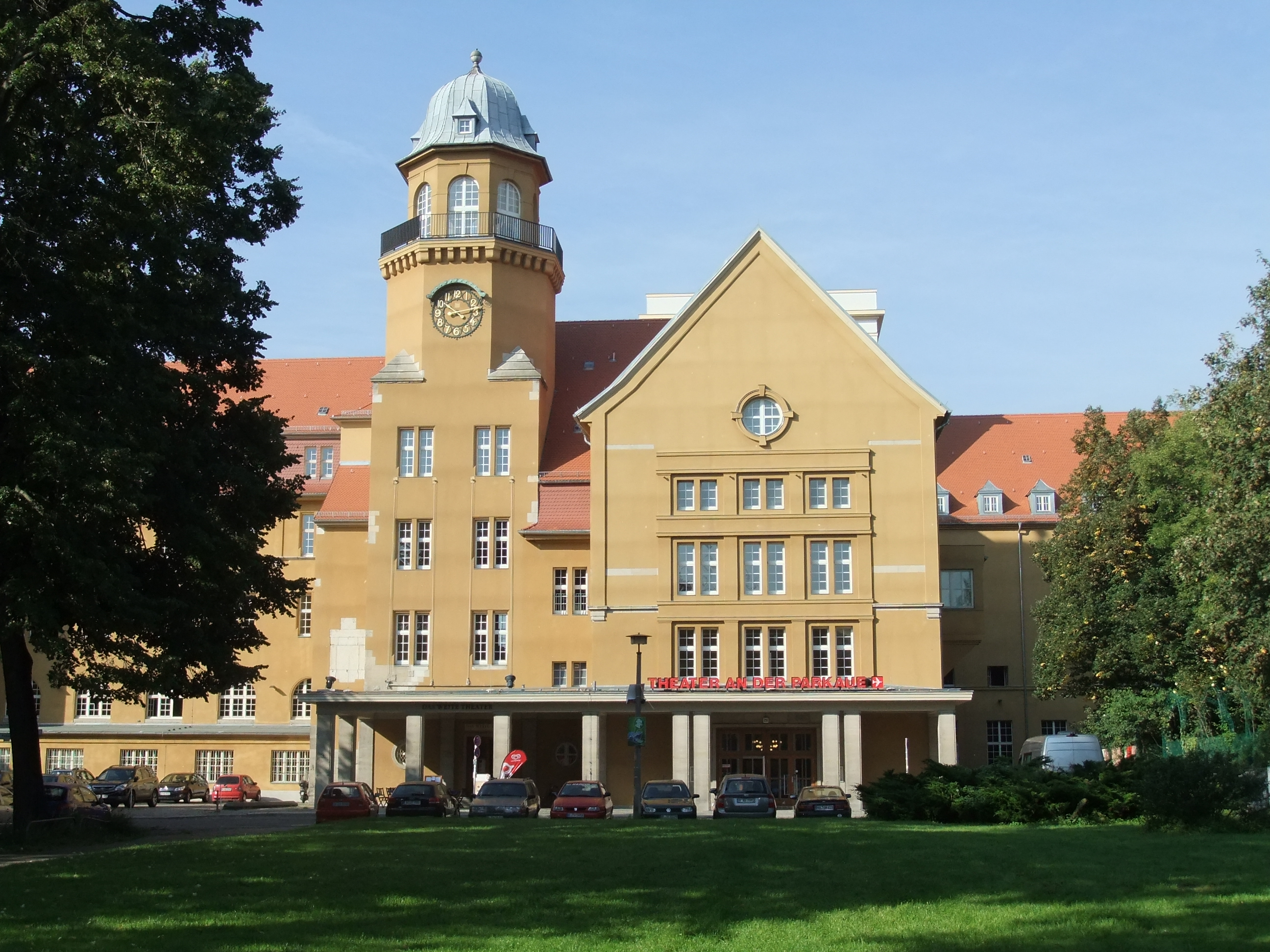
Theater an der Parkaue

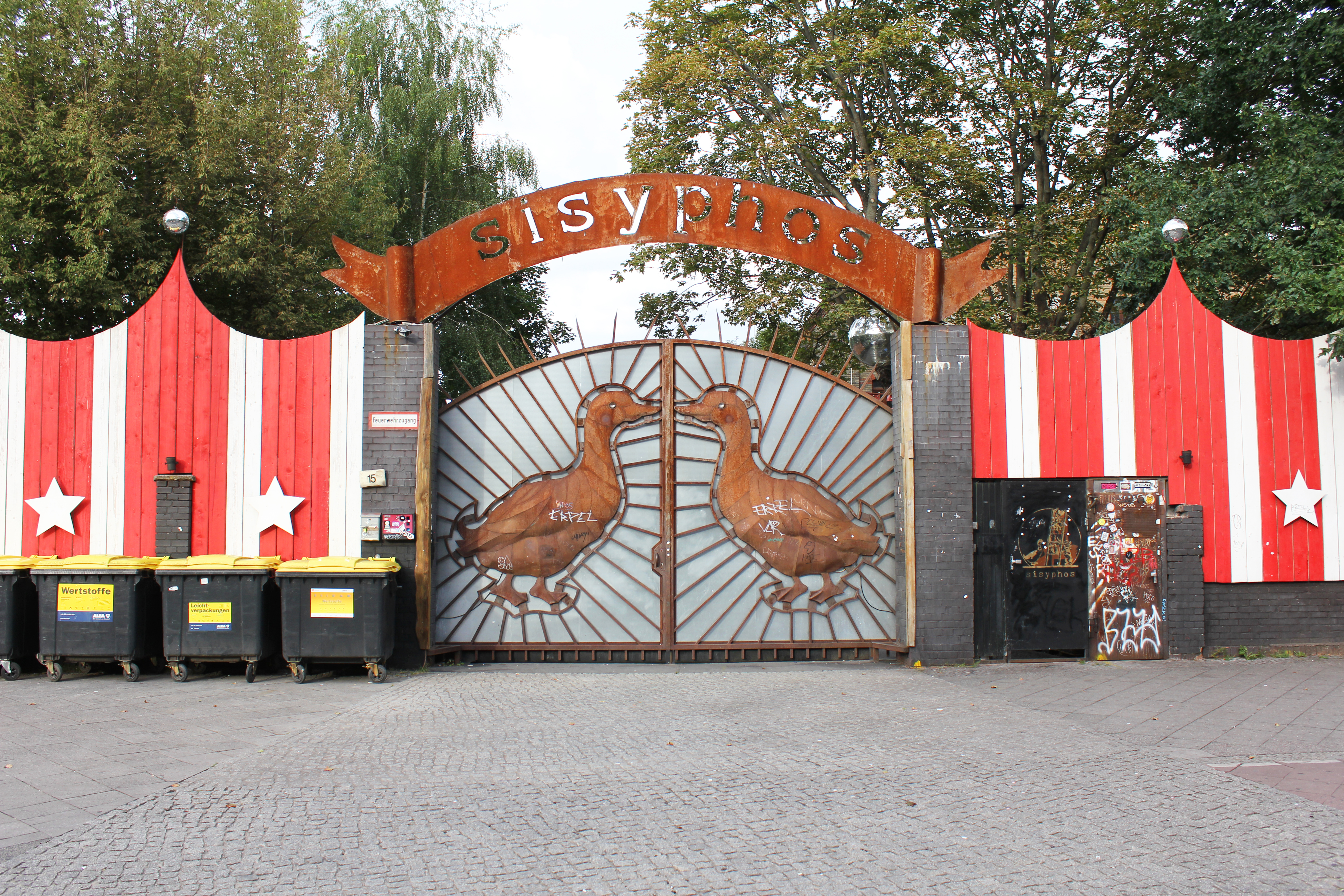
Sisyphos Club

### Einrichtungen (Auswahl)
- Tierpark Friedrichsfelde (mit dem Schloss Friedrichsfelde)
- Forschungs- und Gedenkstätte Normannenstraße
- Gedenkstätte Berlin-Hohenschönhausen
- Museum Berlin-Karlshorst
- Museum Lichtenberg im Stadthaus
- Theater an der Parkaue, Kinder- und Jugendtheater
- Kulturhaus Karlshorst
- Mies van der Rohe Haus
- Sisyphos, Technoklub im Ortsteil Rummelsburg
- B.L.O.-Ateliers
- Tube, Jugendklub am Roederplatz

### Veranstaltungen und Feste (Auswahl)
Im Jahr 19995 etablierten sich im Bezirk die jährlich stattfindenden Lichtenberger Sozialtage. Sie laufen unter jeweils aktuellen Themen, im Jahr 2023 beispielsweise Leben in Lichtenberg  – sozial, tolerant und mittendrin. Die Veranstaltungsorte wechseln zwischen den einzelnen Ortsteilen.
Seit 2007 findet jährlich die Lange Nacht der Bilder statt. An verschiedenen Standorten werden bei dieser Veranstaltung Ausstellungen präsentiert, offene Ateliers gezeigt sowie Konzerte, Lesungen und Gesprächsrunden organisiert.
Lichtenberg beteiligt sich auch an der Aktion Berlin leuchtet. – Chöre und Orchester sind beim Fête de la Musique aktiv.
In den Frühlings- und Sommermonaten finden im Rahmen der Senior*innenuniversität im Bezirk freie Gastveranstaltungen statt. Bildungseinrichtungen wie die Hochschule für Technik und Wirtschaft Berlin, das Leibniz-Institut für Zoo- und Wildtierforschung, Bibliotheken, das Umweltbüro und andere bieten Vorträge, Diskussionsabende, Aktivitäten.

### Kunst
Der Straßenkunst, insbesondere dem Graffiti, räumte die BVV im Frühjahr 2025 mit einem Beschluss die Legalisierung ein. Dazu wurden drei öffentliche Flächen ausgewiesen (Lärmschutzwand entlang der Landsberger Allee und dem Straßenbahngleiskörper, in der Straße Zu den Krugwiesen und die ehemalige Freeclimbing-Wand Am Berl), wo die Sprayer nun ihre Kunst ausüben dürfen. Sie werden aber zum verantwortungsvollen und umweltbewussten Handeln angehalten. Die erste Fläche konnte am 16. Mai in Betrieb genommen werden.

### Lichtenberg in den Medien
Am Rummelsburger See wurden Szenen des 1973 uraufgeführten Films Die Legende von Paul und Paula gedreht. Das Tierheim Berlin in Falkenberg diente mehrmals als Film- und Fotokulisse, z. B. im Science-Fiction-Film Aeon Flux (2005).

### Sport
Sportstätten 

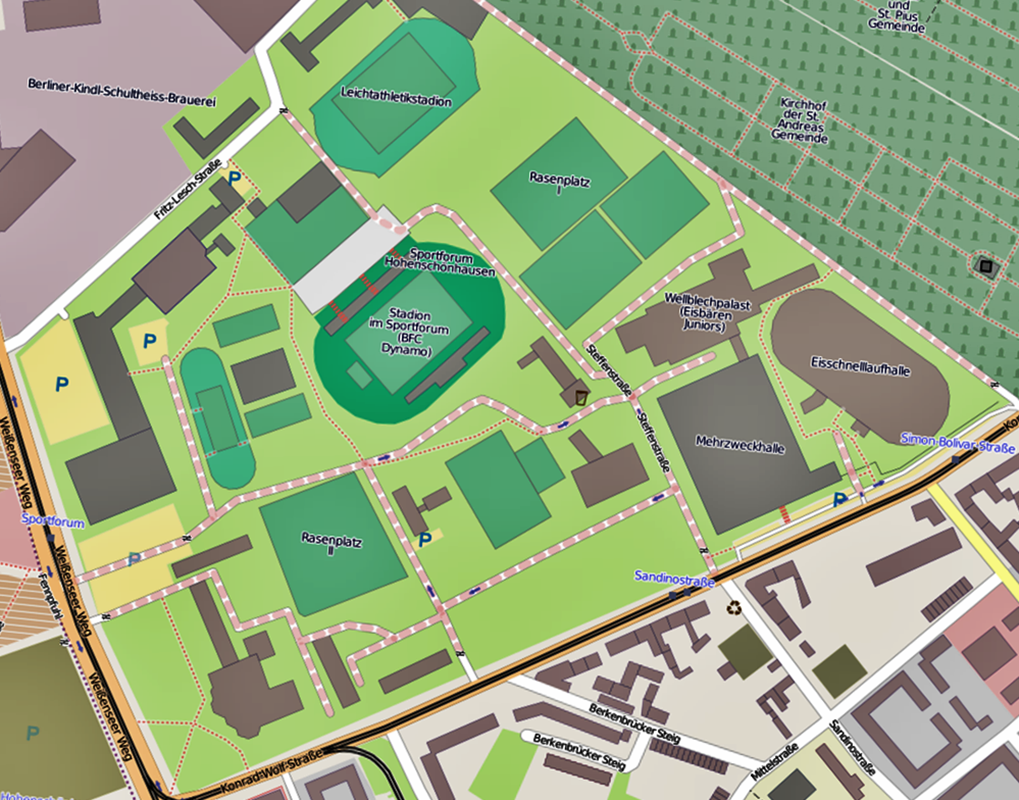
Sportforum Hohenschönhausen

- Beachvolleyballplatz und Half-Pipe-Anlage am Fennpfuhlpark
- BVG-Stadion
- Hans-Zoschke-Stadion
- Schwimmhalle Anton-Saefkow-Platz
- Sportforum Hohenschönhausen mit der Eisschnelllaufhalle Berlin-Hohenschönhausen

Sportvereine 
Zu den größeren und überregional bekannten Sportvereinen im Bezirk gehören der mehrmalige deutsche Eishockey-Meister EHC Eisbären Berlin, der frühere DDR-Serienmeister im Fußball BFC Dynamo sowie der SC Berlin (Leichtathletik und Schwimmsport), die allesamt auf dem Gelände des Sportforums Hohenschönhausen beheimatet sind. Das Sportforum ist Teil des Olympiastützpunktes Berlin und war bzw. ist Trainingsstätte für zahlreiche bekannte deutsche Sportler (wie die ehemalige Eisschnelllauf-Weltmeisterin Claudia Pechstein oder die ehemalige Schwimm-Welt- und -Europameisterin Franziska van Almsick).
Weitere bekannte Vereine des Bezirks sind die Fußballvereine SV Lichtenberg 47, der seine Heimspiele im Hans-Zoschke-Stadion austrägt, SV Sparta Lichtenberg, der SV BVB 49 und der Wartenberger SV mit den Sportarten Fußball, Gymnastik, Volleyball und Laufen.